# Washington, D.C.
Washington, D.C., tên chính thức là Đặc khu Columbia (tiếng Anh: District of Columbia), còn được gọi là Washington hoặc D.C., là thủ đô và là đặc khu liên bang duy nhất của Hoa Kỳ. Nó tọa lạc trên bờ đông sông Potomac, tạo thành vùng biên giới phía tây nam và phía nam với tiểu bang Virginia, và có chung đường biên giới trên bộ ở các phía còn lại với tiểu bang Maryland. Thành phố được đặt theo tên của George Washington, một Người lập quốc và là tổng thống đầu tiên của Hoa Kỳ, và đặc khu liên bang được đặt theo tên của Columbia, một hiện thân nữ của quốc gia. Là nơi đặt trụ sở của chính phủ liên bang Hoa Kỳ và một số tổ chức quốc tế khác, thành phố là một thủ đô chính trị quan trọng của thế giới. Đây là một trong những thành phố được ghé thăm nhiều nhất ở Hoa Kỳ, với hơn 20 triệu du khách vào năm 2016.
Hiến pháp Hoa Kỳ quy định một đặc khu liên bang thuộc thẩm quyền riêng của Quốc hội; do đó, đây không phải là một phần của bất kỳ tiểu bang nào của Hoa Kỳ (kể cả tiểu bang của chính nó). Đạo luật cư trú được ký kết vào ngày 16 tháng 7 năm 1790, phê duyệt việc thành lập một quận thủ đô nằm dọc theo sông Potomac gần bờ biển phía Đông của đất nước. Thành phố Washington được thành lập vào năm 1791 với vai trò là thủ đô quốc gia và Quốc hội đã tổ chức kỳ họp đầu tiên tại đây vào năm 1800. Năm 1801, vùng lãnh thổ, trước đây là một phần của Maryland và Virginia (bao gồm những khu dân cư ở Georgetown và Alexandria), chính thức được công nhận là đặc khu liên bang. Năm 1846, Quốc hội trao trả lại vùng đất ban đầu do Virginia nhượng lại, bao gồm cả thành phố Alexandria; vào năm 1871, nó đã thành lập một chính quyền thành phố duy nhất cho phần còn lại của đặc khu. Kể từ thập niên 1880, đã có nhiều nỗ lực để đưa thành phố trở thành một tiểu bang, phong trào này đã tăng trưởng mạnh trong những năm gần đây, và Hạ viện đã thông qua một dự luật thành lập bang vào năm 2021.
Thành phố được chia ra thành bốn phần, lấy Điện Capitol làm trung tâm, và có đến 131 khu phố. Theo Điều tra dân số năm 2020, Washington có dân số 689.545 người, khiến nó trở thành thành phố đông dân thứ 20 ở Hoa Kỳ, thành phố đông dân thứ ba ở cả vùng Trung-Đại Tây Dương và Đông Nam, và có dân số lớn hơn hai tiểu bang là Wyoming và Vermont. Những người đi làm từ các vùng ngoại ô Maryland và Virginia lân cận đã nâng dân số ban ngày của thành phố này lên hơn một triệu người trong tuần làm việc. Vùng đô thị Washington, lớn thứ sáu ở Hoa Kỳ (bao gồm một phần của Maryland, Virginia và Tây Virginia), có dân số ước tính vào năm 2019 là 6,3 triệu người.
Ba nhánh của chính phủ liên bang Hoa Kỳ tập trung ở đặc khu: Quốc hội (lập pháp), Tổng thống (hành pháp) và Tòa án tối cao (tư pháp). Washington là nơi có nhiều di tích và bảo tàng quốc gia, chủ yếu nằm trên hoặc xung quanh National Mall. Thành phố có 177 đại sứ quán nước ngoài cũng như là trụ sở của nhiều tổ chức quốc tế, công đoàn, tổ chức phi lợi nhuận, nhóm vận động hành lang và hiệp hội nghề nghiệp, bao gồm Nhóm Ngân hàng Thế giới, Quỹ Tiền tệ Quốc tế, Tổ chức các quốc gia châu Mỹ, AARP, Hội Địa lý Quốc gia, Chiến dịch Nhân quyền, Tổ chức Tài chính Quốc tế và Hội Chữ thập đỏ Hoa Kỳ.
Một thị trưởng được bầu chọn ở địa phương và một hội đồng gồm 13 thành viên đã điều hành đặc khu này từ năm 1973. Quốc hội duy trì quyền lực tối cao trong thành phố và có quyền vô hiệu hóa các điều lệ do hội đồng thành phố thông qua. Cử tri D.C. bầu ra một dân cử đại diện cho toàn đặc khu vào Hạ viện nhưng dân cử đó không có quyền biểu quyết, và đặc khu này cũng không có đại biểu tại Thượng viện. Cử tri đặc khu chọn ra ba đại cử tri phù hợp với Tu chính án thứ 23 của Hiến pháp Hoa Kỳ, được phê chuẩn vào năm 1961.

## Lịch sử
Khi những người châu Âu đầu tiên đến đây vào thế kỷ XVII, một sắc dân Algonquia với tên gọi Nacotchtank đã cư trú ở khu vực quanh sông Anacostia trong vùng Washington ngày nay. Tuy nhiên, phần lớn những người Mỹ bản thổ đã rời bỏ khu vực này vào đầu thế kỷ XVIII. Năm 1751, Georgetown được tỉnh Maryland cấp phép thành lập trên bờ bắc sông Potomac. Thị trấn này là một phần của lãnh thổ liên bang mới được thành lập gần 40 năm sau đó. Thành phố Alexandria, Virginia, thành lập năm 1749, ban đầu cũng nằm trong đặc khu.
Trong bài phát biểu mang tên Federalist No. 43 vào ngày 23 tháng 1 năm 1788, James Madison, vị tổng thống tương lai, đã giải thích sự cần thiết của một đặc khu liên bang. Madison cho rằng thủ đô quốc gia cần phải là một nơi rõ ràng khác biệt, không phụ thuộc vào bất cứ tiểu bang nào để dễ quản lý và gìn giữ an ninh. Vụ tấn công chống quốc hội của một nhóm binh sĩ nổi giận tại thành phố Philadelphia, được biết với tên gọi vụ nổi loạn Pennsylvania năm 1783, đã cho chính phủ thấy cần thiết phải xem xét về vấn đề an ninh của chính mình. Vì thế, quyền thiết lập một thủ đô liên bang đã được ghi rõ trong Điều khoản một, phần 8 của Hiến pháp Hoa Kỳ, cho phép lập một "Đặc khu (không quá mười dặm vuông) như có thể, bằng phần đất nhượng lại của các tiểu bang nào đó, và được Quốc hội nhận lấy để trở thành nơi đặt trụ sở của chính phủ Hoa Kỳ". Tuy nhiên Hiến pháp Hoa Kỳ không định rõ vị trí cho thủ đô mới. Trong một thỏa hiệp mà sau này được biết đến là "thỏa hiệp năm 1790", James Madison, Alexander Hamilton, và Thomas Jefferson đã đi đến một đồng thuận rằng chính phủ liên bang sẽ lãnh hết nợ chiến tranh mà các tiểu bang đã thiếu với điều kiện là thủ đô quốc gia mới sẽ được đặt tại miền nam Hoa Kỳ.[a]

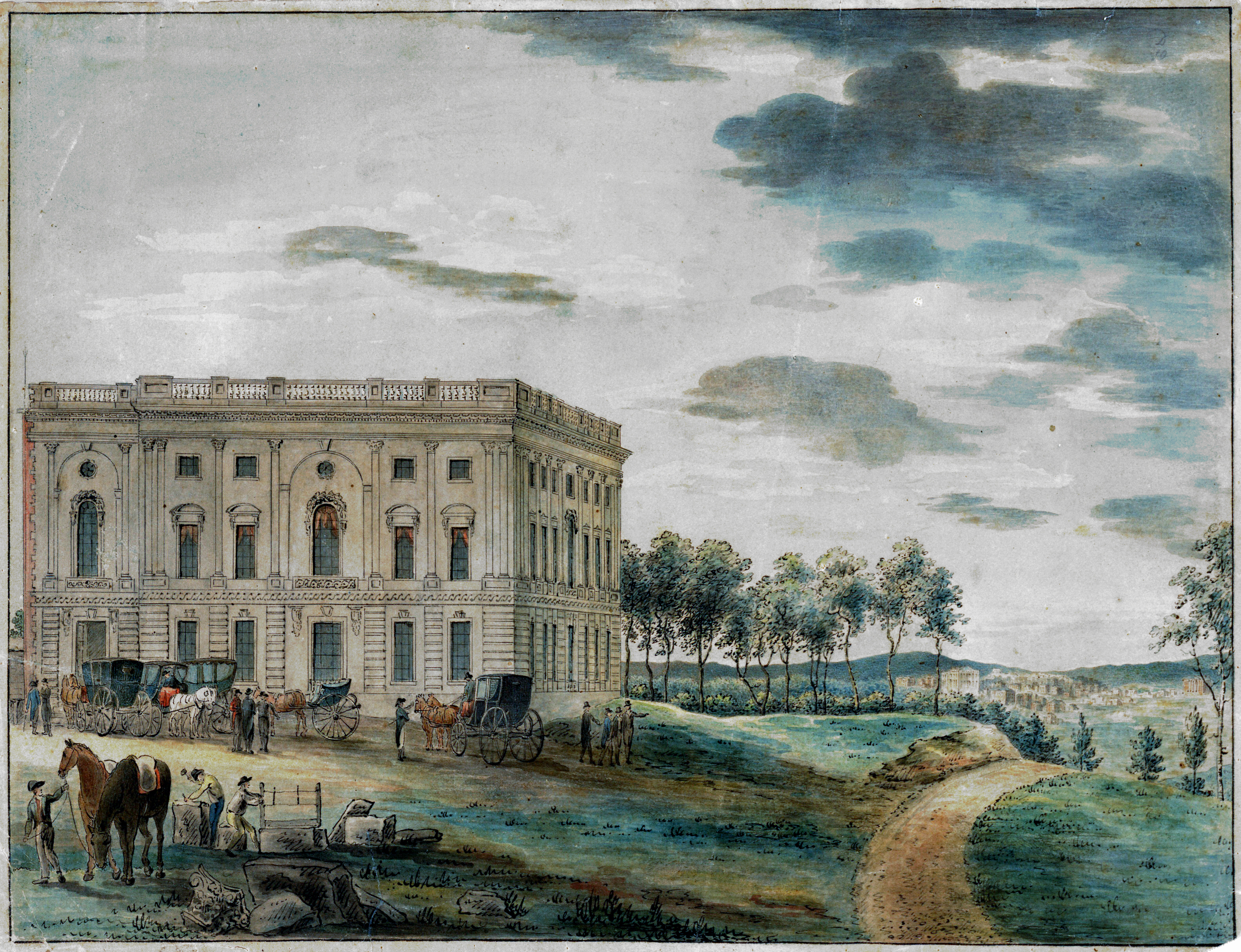
Quang cảnh Tòa Quốc hội Hoa Kỳ trước "Vụ đốt cháy Washington" (trong khoảng thập niên 1800)

Ngày 16 tháng 7 năm 1790, Đạo luật Dinh cư (Residence Act) đã cho ra đời một thủ đô mới vĩnh viễn được đặt trên bờ sông Potomac, ngay tại khu vực mà Tổng thống George Washington đã chọn lựa.[b] Như đã được Hiến pháp Hoa Kỳ cho phép, hình dạng ban đầu của đặc khu liên bang là một hình vuông, mỗi cạnh dài 10 dặm Anh (16 km), tổng diện tích là 100 dặm vuông (260 km²). Trong suốt thời gian từ năm 1791–1792, Andrew Ellicott và một số phụ tá trong đó có Benjamin Banneker đã thị sát các ranh giới giữa đặc khu với cả Maryland và Virginia. Cứ mỗi một dặm Anh, họ đặt đá làm mốc ranh giới mà nhiều cột trong số đó vẫn còn lại cho đến ngày nay. Một "thành phố liên bang" mới sau đó được xây dựng trên bờ bắc sông Potomac, kéo dài về phía đông tại Georgetown. Ngày 9 tháng 9 năm 1791, thành phố liên bang được đặt tên để vinh danh George Washington và đặc khu được đặt tên Lãnh thổ Columbia. Columbia cũng là tên thi ca để chỉ Hoa Kỳ được dùng vào thời đó.[c] Ngày 17 tháng 11 năm 1800, Quốc hội mở phiên họp đầu tiên tại Washington.
Đạo luật tổ chức Đặc khu Columbia năm 1801 (District of Columbia Organic Act of 1801) chính thức tổ chức Đặc khu Columbia và đưa toàn bộ lãnh thổ liên bang, bao gồm các thành phố Washington, Georgetown và Alexandria, dưới sự kiểm soát đặc biệt của Quốc hội Hoa Kỳ. Thêm vào đó, lãnh thổ chưa hợp nhất nằm trong Đặc khu được tổ chức thành hai quận: Quận Washington trên bờ bắc sông Potomac, và Quận Alexandria trên bờ nam. Theo đạo luật này, các công dân sống trong đặc khu không còn được xem là cư dân của Maryland hoặc Virginia, vì thế họ không có đại diện của mình tại quốc hội.

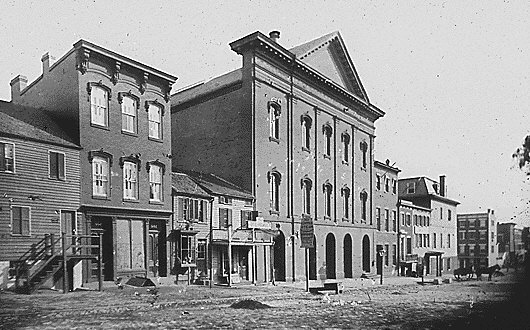
Nhà hát Ford vào thế kỷ XIX, nơi Tổng thống Abraham Lincoln bị ám sát vào năm 1865

Vào ngày 24–25 tháng 8 năm 1814, trong một cuộc càn quét mang tên vụ đốt phá Washington, các lực lượng Anh xâm nhập thủ đô để trả đũa vụ đốt phá thành phố York, tức Toronto ngày nay. Tòa Quốc hội Hoa Kỳ, Bộ Ngân khố Hoa Kỳ, và Tòa Bạch Ốc bị đốt cháy và phá hủy trong suốt cuộc tấn công. Phần lớn các dinh thự chính phủ được nhanh chóng sửa chữa trừ tòa nhà quốc hội. Lúc đó tòa quốc hội phần lớn còn đang xây dựng và chưa hoàn thành cho đến năm 1868.
Kể từ năm 1800, cư dân của đặc khu đã liên tiếp chống đối việc họ thiếu đại diện biểu quyết tại quốc hội. Để sửa đổi, nhiều đề nghị đã được đưa ra nhằm trả lại phần đất được Maryland và Virginia nhượng lại để thành lập đặc khu. Diễn tiến này được biết đến với tên Hồi trả Đặc khu Columbia. Tuy nhiên, những nỗ lực tương tự đều thất bại trong việc giành lấy đủ sự ủng hộ cho đến thập niên 1830, khi quận miền nam là Alexandria của đặc khu lâm vào suy thoái kinh tế với sự thờ ơ của Quốc hội. Alexandria cũng là thị trường chính trong giao thương buôn bán nô lệ ở Mỹ, và có nhiều tin đồn được truyền đi khắp nơi rằng những người theo chủ nghĩa bãi nô tại quốc hội đang tìm cách chấm dứt chế độ nô lệ tại đặc khu; một hành động như vậy sẽ khiến cho nền kinh tế của Alexandria thêm suy thoái. Vào năm 1840, do không hài lòng với việc quốc hội kiểm soát Alexandria, dân chúng trong quận bắt đầu thỉnh cầu trao trả lãnh thổ miền nam của đặc khu về bang Virginia. Lập pháp tiểu bang Virginia đồng ý việc lấy lại Alexandria vào tháng 2 năm 1846, một phần vì việc trở lại của Alexandria sẽ cung cấp thêm hai đại diện ủng hộ chế độ nô lệ tại Hội đồng lập pháp Virginia. Ngày 9 tháng 7 năm 1846, quốc hội đồng ý giao trả lại tất cả lãnh thổ của đặc khu nằm ở phía nam sông Potomac về Khối thịnh vượng chung Virginia.
Đúng như những người Alexandria ủng hộ chế độ nô lệ lo lắng, Thỏa hiệp năm 1850 đã đưa đến việc đặt giao thương buôn bán nô lệ ngoài vòng pháp luật (mặc dù chưa bãi bỏ chính thức chế độ nô lệ) tại đặc khu. Năm 1860, khoảng 80% cư dân người Mỹ gốc châu Phi của thành phố là người da đen tự do. Việc bùng phát cuộc Nội chiến Hoa Kỳ năm 1861 đã mang đến sự phát triển dân số đáng kể trong đặc khu vì sự mở rộng hoạt động của chính phủ liên bang và một làn sóng di cư ồ ạt của những người nô lệ tự do mới đến. Năm 1862, Tổng thống Abraham Lincoln ký Đạo luật giải phóng và bồi thường nô lệ (Compensated Emancipation Act), kết thúc chế độ nô lệ tại Đặc khu Columbia và giải thoát khoảng 3.100 người đang bị cầm giữ làm nô lệ, vào 9 tháng trước khi Tuyên ngôn giải phóng nô lệ (Emancipation Proclamation) ban bố. Năm 1870, dân số của đặc khu phát triển lên đến gần 132.000 người. Mặc dù thành phố phát triển nhưng Washington vẫn còn các con đường đất và thiếu nền tảng vệ sinh căn bản. Tình hình tồi tệ đến nỗi một số thành viên quốc hội đã đề nghị di chuyển thủ đô đến một nơi khác.

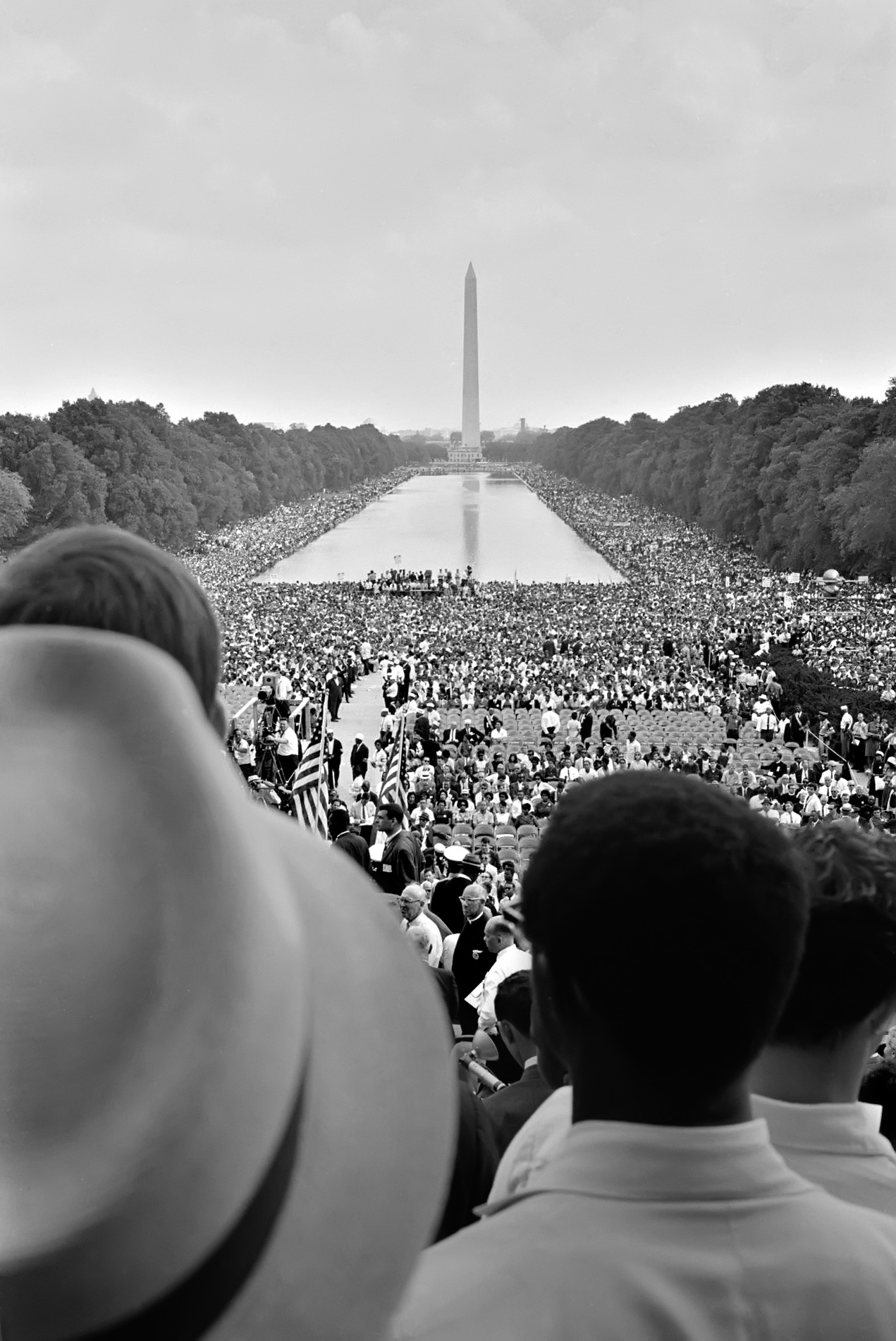
Đám đông vây quanh Hồ Phản chiếu Tưởng niệm Lincoln trong một cuộc diễn hành đòi công ăn việc làm và tự do tại Washington năm 1963.

Bằng một đạo luật tổ chức đặc khu năm 1871, quốc hội đã thiết lập ra một chính quyền mới cho toàn bộ lãnh thổ liên bang. Đạo luật này có hiệu lực kết hợp các thành phố Washington, Georgetown, và Quận Washington thành một đô thị tự quản duy nhất có tên là Đặc khu Columbia. Mặc dù thành phố Washington chính thức kết thúc sau năm 1871 nhưng cái tên của nó vẫn tiếp tục được sử dụng và toàn bộ thành phố bắt đầu được biết đến rộng rãi là Washington, D.C.. Trong cùng đạo luật đó, quốc hội cũng bổ nhiệm một ban công chánh lo về việc hiện đại hóa thành phố. Năm 1873, Tổng thống Grant bổ nhiệm thành viên có ảnh hưởng nhất trong ban là Alexander Shepherd vào vị trí thống đốc mới. Năm đó, Shepherd chi ra 20 triệu đô la (tương đương 357 triệu đô la năm 2007) vào công chánh, để hiện đại hóa Washington nhưng cũng làm cho thành phố bị khánh kiệt. Năm 1874, quốc hội bãi bỏ văn phòng của Shepherd để trực tiếp quản lý. Các dự án khác nhằm thay hình đổi dạng thành phố cũng không được thực hiện cho đến khi có Kế hoạch McMillan năm 1901.
Dân số đặc khu tương đối vẫn không mấy thay đổi cho đến thời Đại khủng hoảng trong thập niên 1930, khi chương trình cải tổ kinh tế mới gọi là New Deal của Tổng thống Franklin D. Roosevelt đã mở rộng bộ máy chính quyền tại Washington. Chiến tranh thế giới thứ hai làm gia tăng thêm hoạt động của chính phủ và kết quả là tăng thêm số nhân viên liên bang làm việc tại thủ đô; Vào năm 1950, dân số của đặc khu lên đến đỉnh điểm là 802.178 người. Tu chính án 23 Hiến pháp Hoa Kỳ được chấp thuận vào năm 1961, cho phép đặc khu ba phiếu bầu trong đại cử tri đoàn.
Sau vụ ám sát nhà lãnh đạo tranh đấu cho nhân quyền, tiến sĩ Martin Luther King, Jr. ngày 4 tháng 4 năm 1968, các vụ bạo loạn bùng phát tại đặc khu, chủ yếu ở các hành lang ở Đường U, Đường số 14, Đường số 7 và Đường H. Đây là những khu trung tâm thương mại và khu vực cư ngụ của người da đen. Các vụ bạo động kéo dài khoảng ba ngày cho đến khi trên 13.000 binh sĩ liên bang và binh sĩ thuộc vệ binh quốc gia của Đặc khu Columbia được phái đến dẹp loạn. Nhiều cửa tiệm và tòa nhà khác bị thiêu cháy; đa số vẫn còn bị để hoang tàn và không được tái thiết cho đến cuối thập niên 1990.
Năm 1973, quốc hội ban hành Đạo luật Nội trị Đặc khu Columbia (District of Columbia Home Rule Act), cho phép đặc khu được bầu lên một thị trưởng dân cử và một hội đồng thành phố. Năm 1975, Walter Washington trở thành thị trưởng dân cử đầu tiên và cũng là thị trưởng da đen đầu tiên của đặc khu. Tuy nhiên, trong suốt thời kỳ từ cuối thập niên 1980 và cả thập niên 1990, các chính quyền của thành phố bị chỉ trích vì sai phạm quản lý và hoang phí. Năm 1995, quốc hội thành lập Ban Giám sát Tài chính Đặc khu Columbia (District of Columbia Financial Control Board) để trông coi tất cả việc chi tiêu của và cải tổ chính quyền thành phố. Đặc khu lấy lại quyền kiểm soát tài chính của mình vào tháng 9 năm 2001 và các hoạt động của Ban giám sát bị đình chỉ.
Ngày 11 tháng 9 năm 2001, một nhóm khủng bố cướp chuyến bay 77 của American Airlines và đâm thẳng chiếc máy bay vào Ngũ Giác Đài nằm ở thành phố Arlington, Virginia lân cận. Chuyến bay 93 của United Airlines, theo lộ trình đến Washington, D.C., rơi xuống Pennsylvania do nỗ lực ngăn chặn của hành khách.

## Địa lý

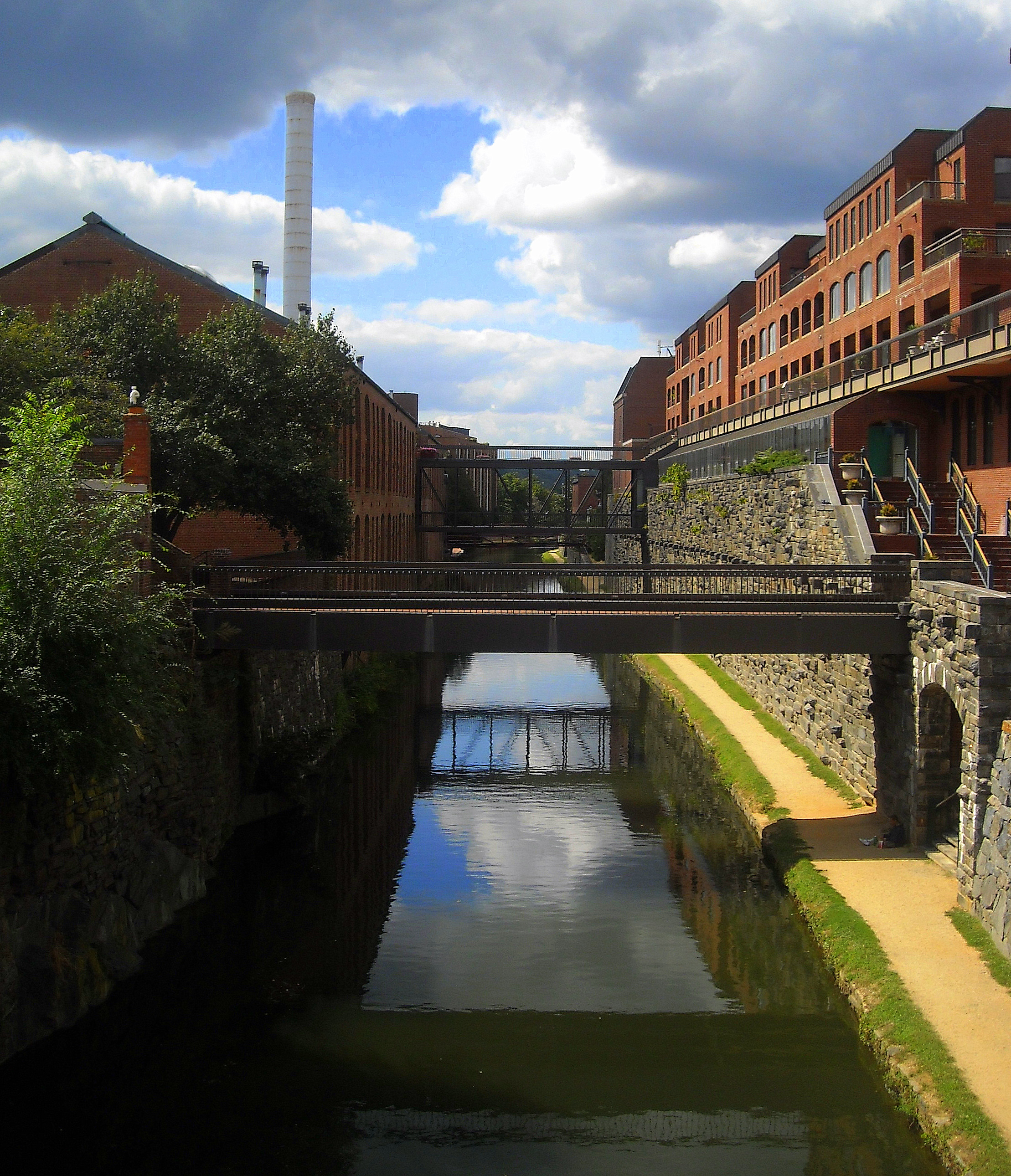
Kênh Chesapeake và Ohio chạy qua khu dân cư Georgetown.

Đặc khu Columbia có tổng diện tích là 68,3 dặm vuông (177 km²), trong đó diện tích mặt đất chiếm 61,4 dặm vuông (169 km²) và phần còn lại, 6,9 dặm vuông (18 km²) hay 10,16% là mặt nước. Do phần phía nam lãnh thổ đã được trao trả lại cho Thịnh vượng chung Virginia vào năm 1846, Washington, D.C. ngày nay không còn diện tích 100 dặm vuông (260 km²) như ban đầu. Vùng đất còn lại hiện tại của đặc khu chỉ là khu vực được tiểu bang Maryland nhượng lại. Vì thế Washington bị bao quanh bởi các tiểu bang Maryland ở phía đông nam, đông bắc, tây bắc và Virginia ở phía tây nam. Washington, D.C. có ba dòng chảy thiên nhiên chính là: sông Potomac, sông Anacostia và lạch Rock. Sông Anacostia và lạch Rock là các nhánh của sông Potomac. Lạch Tiber, một dòng chảy trước kia đi ngang qua Khu dạo chơi Quốc gia (National Mall), đã hoàn toàn bị san lấp trong thập niên 1870.
Washington không được xây trên những vùng đất lấn đầm lầy. Trong lúc vùng đất ngập nước bao phủ những khu vực dọc theo hai con sông và các suối thiên nhiên khác, phần lớn lãnh thổ của đặc khu bao gồm đất nông nghiệp và những ngọn đồi có cây. Địa điểm tự nhiên cao nhất của Đặc khu Columbia nằm tại Tenleytown, cao 409 ft (125 mét) so với mực nước biển. Điểm thấp nhất là mặt biển tại sông Potomac. Trung tâm địa lý của Washington nằm gần ngã tư Đường số 4 và Đường L Tây-Bắc (tên đường phố ở Hoa Kỳ thường gồm có tên khu định hướng như Đông Nam, Tây Nam, Đông Bắc, Tây Bắc).
Khoảng 19,4% diện tích Washington, D.C. được dành cho công viên, đồng hạng với New York về tỉ lệ đất công viên cao nhất trong số các thành phố Hoa Kỳ có mật độ dân cư cao. Cục Công viên Quốc gia Hoa Kỳ quản lý phần lớn những môi trường sống thiên nhiên tại Washington, D.C., gồm có Công viên Rock Creek, Công viên Lịch sử Quốc gia Kênh Chesapeake và Ohio, Khu dạo chơi Quốc gia, Đảo Theodore Roosevelt, và Công viên Anacostia. Khu vực môi trường sống thiên nhiên nổi bật duy nhất không do Cục Công viên Quốc gia Hoa Kỳ quản lý là Vườn Thực vật Quốc gia Hoa Kỳ (United States National Arboretum), do Bộ Nông nghiệp Hoa Kỳ điều hành. Thác Lớn của sông Potomac nằm trên phía thượng nguồn (tức phía tây bắc) Washington. Trong thế kỷ XIX, Kênh Chesapeake và Ohio bắt đầu từ Georgetown được dùng để cho phép các xà lan đi qua con thác.

### Khí hậu

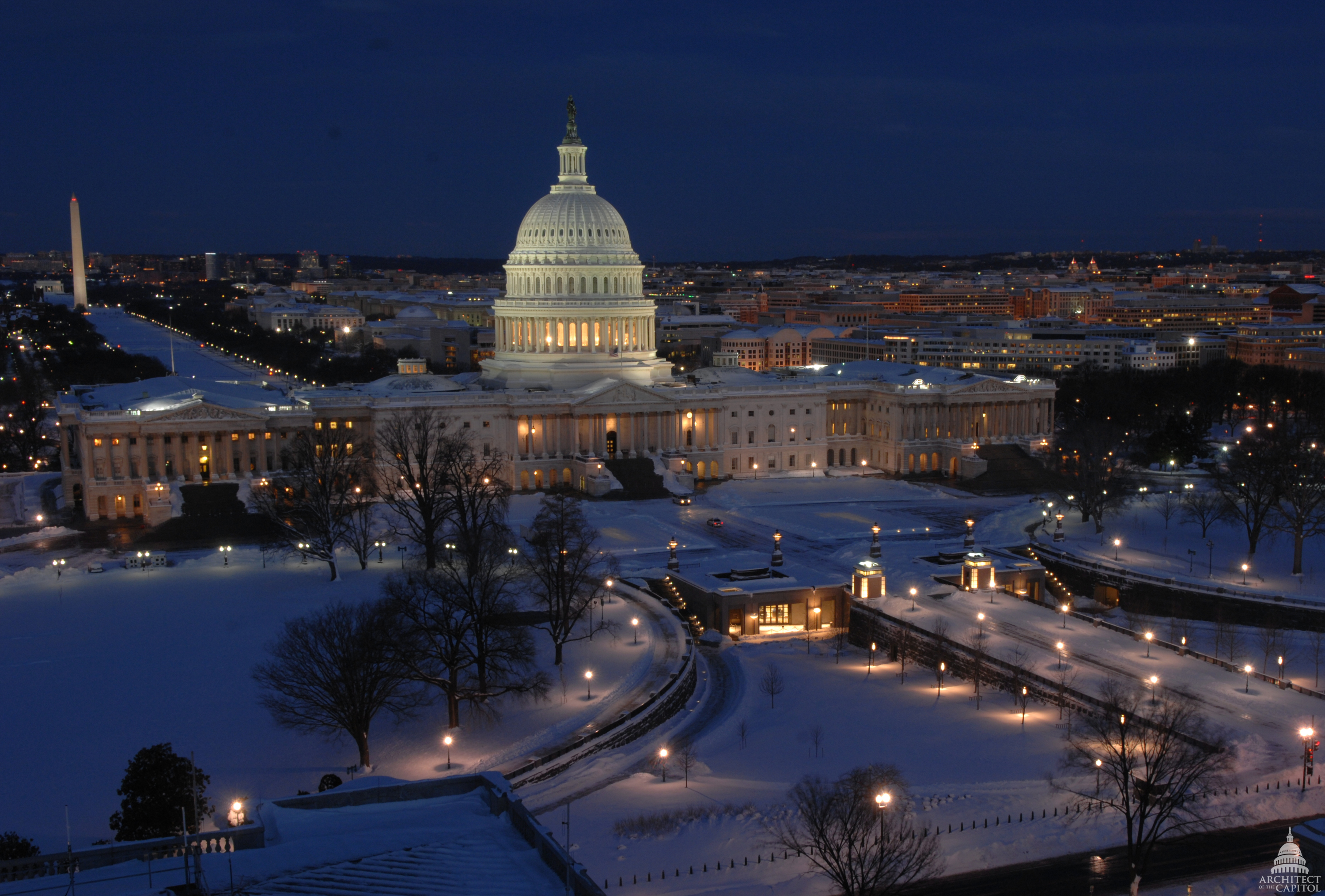
Tuyết rơi thường xuyên ở Washington, D.C. vào mùa đông và cứ khoảng bốn đến sáu năm sẽ có một trận bão tuyết

Washington có khí hậu ôn đới hải dương, ẩm ướt (Phân loại khí hậu Köppen: Cfa), đây là khí hậu đặc trưng của khu vực các tiểu bang giữa duyên hải Đại Tây Dương (Mid-Atlantic states), có bốn mùa rõ rệt. Đặc khu nằm trong vùng chịu đựng nhiệt độ (Hardiness zone) cấp 8a gần trung tâm thành phố, và vùng chịu đựng nhiệt độ cấp 7b ở những nơi khác trong thành phố. Điều này chứng tỏ Washington, D.C. có một khí hậu ôn hòa. Mùa xuân và mùa thu khí hậu dịu, ít ẩm ướt trong khi mùa đông mang đến nhiệt độ khá lạnh và lượng tuyết rơi trung bình hàng năm là 16,6 inch (420 mm). Nhiệt độ thấp trung bình vào mùa đông là quanh 30 °F (-1 °C) từ giữa tháng 12 đến giữa tháng 2. Những cơn bão tuyết gây ảnh hưởng cho Washington trung bình xảy ra cứ mỗi bốn đến sáu năm một lần. Những cơn bão mạnh nhất được gọi là "nor'easter" (bão đông bắc) thường có đặc điểm là gió mạnh, mưa nhiều và đôi khi có tuyết. Những cơn bão này thường ảnh hưởng đến phần lớn vùng ven biển Đông Hoa Kỳ.
Mùa hè có chiều hướng nóng và ẩm, nhiệt độ trung bình hàng ngày trong tháng 7 và tháng 8 vào khoảng 80-89 °F (khoảng 26,7-31,7 °C). Sự kết hợp giữa nóng và ẩm trong mùa hè mang đến những cơn bão kèm sấm chớp rất thường xuyên. Một số cơn bão lớn đôi khi tạo ra lốc xoáy trong khu vực. Trong khi đó các cơn bão nhiệt đới (hurricane), hay tàn dư của nó, đôi khi hoành hành trong khu vực vào cuối hè và đầu thu. Thường thì chúng bị yếu dần khi đến Washington, một phần vì vị trí của thành phố nằm bên trong đất liền. Tuy nhiên lụt lội trên sông Potomac do sự kết hợp của thủy triều cao, sóng biển dâng lên cao lúc có bão được biết đến là đã nhiều lần gây thiệt hại tài sản nặng nề tại Georgetown.
Nhiệt độ cao nhất kỷ lục tại Washington, D.C. là 106 °F (41 °C) được ghi nhận vào ngày 20 tháng 7 năm 1930 và ngày 6 tháng 8 năm 1918, trong khi nhiệt độ thấp nhất kỷ lục là −15 °F (−26.1 °C) được ghi nhận vào trong trận bão tuyết ngày 11 tháng 2 năm 1899. Trung bình, mỗi năm thành phố có 36,7 ngày nóng trên 90 °F (32 °C), và 64,4 đêm dưới độ đóng băng.
| Dữ liệu khí hậu của Washington, D.C (Sân bay quốc gia Ronald Reagan Washington) 1981−2010, cực độ 1871−nay | Dữ liệu khí hậu của Washington, D.C (Sân bay quốc gia Ronald Reagan Washington) 1981−2010, cực độ 1871−nay | Dữ liệu khí hậu của Washington, D.C (Sân bay quốc gia Ronald Reagan Washington) 1981−2010, cực độ 1871−nay | Dữ liệu khí hậu của Washington, D.C (Sân bay quốc gia Ronald Reagan Washington) 1981−2010, cực độ 1871−nay | Dữ liệu khí hậu của Washington, D.C (Sân bay quốc gia Ronald Reagan Washington) 1981−2010, cực độ 1871−nay | Dữ liệu khí hậu của Washington, D.C (Sân bay quốc gia Ronald Reagan Washington) 1981−2010, cực độ 1871−nay | Dữ liệu khí hậu của Washington, D.C (Sân bay quốc gia Ronald Reagan Washington) 1981−2010, cực độ 1871−nay | Dữ liệu khí hậu của Washington, D.C (Sân bay quốc gia Ronald Reagan Washington) 1981−2010, cực độ 1871−nay | Dữ liệu khí hậu của Washington, D.C (Sân bay quốc gia Ronald Reagan Washington) 1981−2010, cực độ 1871−nay | Dữ liệu khí hậu của Washington, D.C (Sân bay quốc gia Ronald Reagan Washington) 1981−2010, cực độ 1871−nay | Dữ liệu khí hậu của Washington, D.C (Sân bay quốc gia Ronald Reagan Washington) 1981−2010, cực độ 1871−nay | Dữ liệu khí hậu của Washington, D.C (Sân bay quốc gia Ronald Reagan Washington) 1981−2010, cực độ 1871−nay | Dữ liệu khí hậu của Washington, D.C (Sân bay quốc gia Ronald Reagan Washington) 1981−2010, cực độ 1871−nay | Dữ liệu khí hậu của Washington, D.C (Sân bay quốc gia Ronald Reagan Washington) 1981−2010, cực độ 1871−nay |
| Tháng | 1 | 2 | 3 | 4 | 5 | 6 | 7 | 8 | 9 | 10 | 11 | 12 | Năm |
| --- | --- | --- | --- | --- | --- | --- | --- | --- | --- | --- | --- | --- | --- |
| Cao kỉ lục °F (°C)                                                                                         | 79 (26) | 84 (29) | 93 (34) | 95 (35) | 99 (37) | 104 (40)                                                                                                   | 106 (41)                                                                                                   | 106 (41)                                                                                                   | 104 (40)                                                                                                   | 96 (36) | 86 (30) | 79 (26) | 106 (41)                                                                                                   |
| Trung bình ngày tối đa °F (°C)                                                                             | 43.4 (6.3)                                                                                                 | 47.1 (8.4)                                                                                                 | 55.9 (13.3)                                                                                                | 66.6 (19.2)                                                                                                | 75.4 (24.1)                                                                                                | 84.2 (29.0)                                                                                                | 88.4 (31.3)                                                                                                | 86.5 (30.3)                                                                                                | 79.5 (26.4)                                                                                                | 68.4 (20.2)                                                                                                | 57.9 (14.4)                                                                                                | 46.8 (8.2)                                                                                                 | 66.7 (19.3)                                                                                                |
| Tối thiểu trung bình ngày °F (°C)                                                                          | 28.6 (−1.9)                                                                                                | 30.9 (−0.6)                                                                                                | 37.6 (3.1)                                                                                                 | 47.0 (8.3)                                                                                                 | 56.5 (13.6)                                                                                                | 66.3 (19.1)                                                                                                | 71.1 (21.7)                                                                                                | 69.7 (20.9)                                                                                                | 62.4 (16.9)                                                                                                | 50.6 (10.3)                                                                                                | 41.2 (5.1)                                                                                                 | 32.5 (0.3)                                                                                                 | 49.5 (9.7)                                                                                                 |
| Thấp kỉ lục °F (°C)                                                                                        | −14 (−26)                                                                                                  | −15 (−26)                                                                                                  | 4 (−16) | 15 (−9) | 33 (1) | 43 (6) | 52 (11) | 49 (9) | 36 (2) | 26 (−3) | 11 (−12)                                                                                                   | −13 (−25)                                                                                                  | −15 (−26)                                                                                                  |
| Lượng Giáng thủy trung bình inches (mm)                                                                    | 2.81 (71)                                                                                                  | 2.62 (67)                                                                                                  | 3.48 (88)                                                                                                  | 3.06 (78)                                                                                                  | 3.99 (101)                                                                                                 | 3.78 (96)                                                                                                  | 3.73 (95)                                                                                                  | 2.93 (74)                                                                                                  | 3.72 (94)                                                                                                  | 3.40 (86)                                                                                                  | 3.17 (81)                                                                                                  | 3.05 (77)                                                                                                  | 39.74 (1.009)                                                                                              |
| Lượng tuyết rơi trung bình inches (cm)                                                                     | 5.6 (14)                                                                                                   | 5.7 (14)                                                                                                   | 1.3 (3.3)                                                                                                  | trace | 0.0 (0.0)                                                                                                  | 0.0 (0.0)                                                                                                  | 0.0 (0.0)                                                                                                  | 0.0 (0.0)                                                                                                  | 0.0 (0.0)                                                                                                  | 0.0 (0.0)                                                                                                  | 0.5 (1.3)                                                                                                  | 2.3 (5.8)                                                                                                  | 15.4 (39)                                                                                                  |
| Số ngày giáng thủy trung bình (≥ 0.01 in)                                                                  | 9.6 | 9.0 | 10.5 | 10.4 | 11.1 | 10.7 | 10.3 | 8.2 | 8.3 | 7.7 | 8.6 | 9.7 | 114.1 |
| Số ngày tuyết rơi trung bình (≥ 0.1 in)                                                                    | 3.0 | 2.4 | 0.9 | 0.1 | 0.0 | 0.0 | 0.0 | 0.0 | 0.0 | 0.0 | 0.2 | 1.5 | 8.1 |
| Độ ẩm tương đối trung bình (%)                                                                             | 62.1 | 60.5 | 58.6 | 58.0 | 64.5 | 65.8 | 66.9 | 69.3 | 69.7 | 67.4 | 64.7 | 64.1 | 64.3 |
| Số giờ nắng trung bình tháng                                                                               | 144.6 | 151.8 | 204.0 | 228.2 | 260.5 | 283.2 | 280.5 | 263.1 | 225.0 | 203.6 | 150.2 | 133.0 | 2.527,7 |
| Phần trăm nắng có thể                                                                                      | 48 | 50 | 55 | 57 | 59 | 64 | 62 | 62 | 60 | 59 | 50 | 45 | 57 |
| Nguồn: NOAA (độ ẩm, nắng 1961−1990)                                                                        | | | | | | | | | | | | | |

## Cảnh quan thành phố

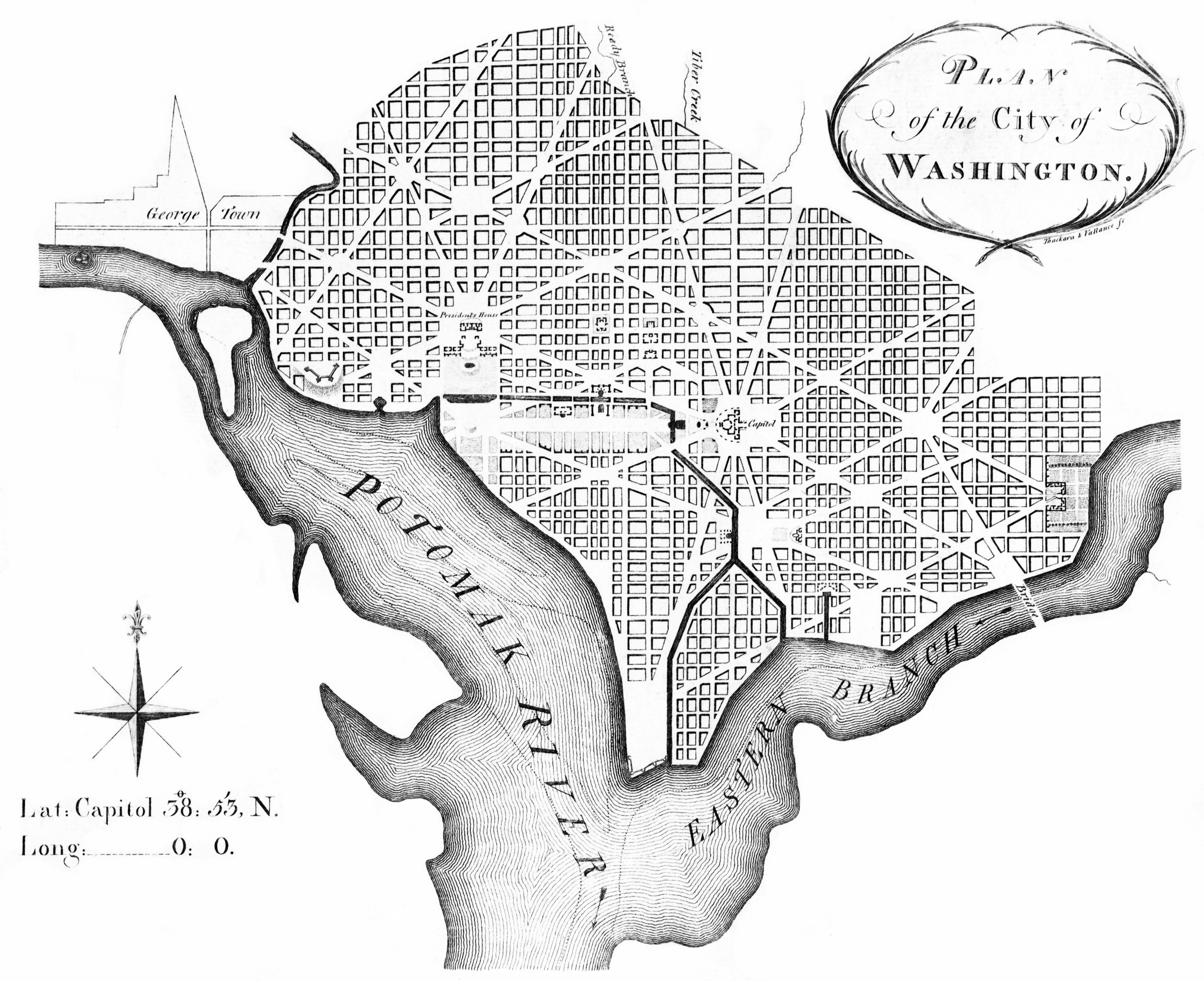
Bảng quy hoạch Washington, D.C. của Pierre Charles L’Enfant, được Andrew Ellicott chỉnh sửa lại (1792)

Washington, D.C. là một thành phố được quy hoạch ngay từ khi khởi thủy. Thiết kế cho thành phố phần lớn là công trình của Pierre Charles L’Enfant, một kỹ sư, kiến trúc sư và nhà quy hoạch đô thị người Pháp. Pierre Charles L’Enfant đến Vùng các thuộc địa Mỹ trong vai trò của một kỹ sư công binh cùng với Hầu tước Lafayette vào thời Cách mạng Hoa Kỳ. Năm 1791, Tổng thống Washington giao L'Enfant nhiệm vụ thiết kế thành phố thủ đô mới. Bản quy hoạch của L'Enfant dựa trên mẫu kiểu Baroque, theo đó các đường phố rộng hội tụ tại các điểm hình chữ nhật và hình tròn, tạo nên cảnh quan với nhiều khoảng không gian trống. Vào tháng 3 năm 1792, Tổng thống Washington bãi nhiệm L'Enfant vì ông nhất định theo dõi sát việc điều hành quy hoạch thành phố, gây ra xung đột với ba ủy viên do Washington bổ nhiệm giám sát xây dựng thủ đô. Andrew Ellicott, người từng làm việc với L'Enfant thị sát thành phố, được giao nhiệm vụ để hoàn thành các dự án sau đó. Tuy Ellicott có chỉnh sửa các bản quy hoạch gốc, trong đó bao gồm việc sửa đổi một số hình thể đường phố, nhưng L'Enfant vẫn được ghi nhận là người đã thiết kế tổng thể thành phố Washington, D. C. Ngày nay, thành phố Washington được giới hạn bởi Đường Florida ở phía bắc, lạch Rock ở phía tây, và sông Anacostia ở phía đông.
Sang đầu thế kỷ XX, viễn cảnh của L'Enfant về một thủ đô có những công viên mở và đài tưởng niệm quốc gia lớn đã bị những căn nhà ổ chuột và các tòa nhà mọc ngang nhiên làm hoen ố, trong đó có trạm xe lửa trên National Mall (Khu dạo chơi Quốc gia). Năm 1900, quốc hội thành lập một ủy ban hỗn hợp dưới sự lãnh đạo của thượng nghị sĩ James McMillan, có trách nhiệm làm đẹp phần trung tâm nghi lễ của thành phố Washington. Dự án mang tên McMillan được hoàn thành vào năm 1901. Dự án đã tái phối trí quang cảnh khu vực đồi Capitol và Nation Mall, xây dựng các tòa nhà liên bang và đài tưởng niệm, san bằng các nhà ổ chuột, cũng như thiết lập một hệ thống công viên thành phố mới. Các kiến trúc sư do ủy ban tuyển mộ đã giữ mô hình gốc của thành phố và công việc của họ được xem như sự hoàn thành chính của bản đồ án mà L'Enfant dự định.

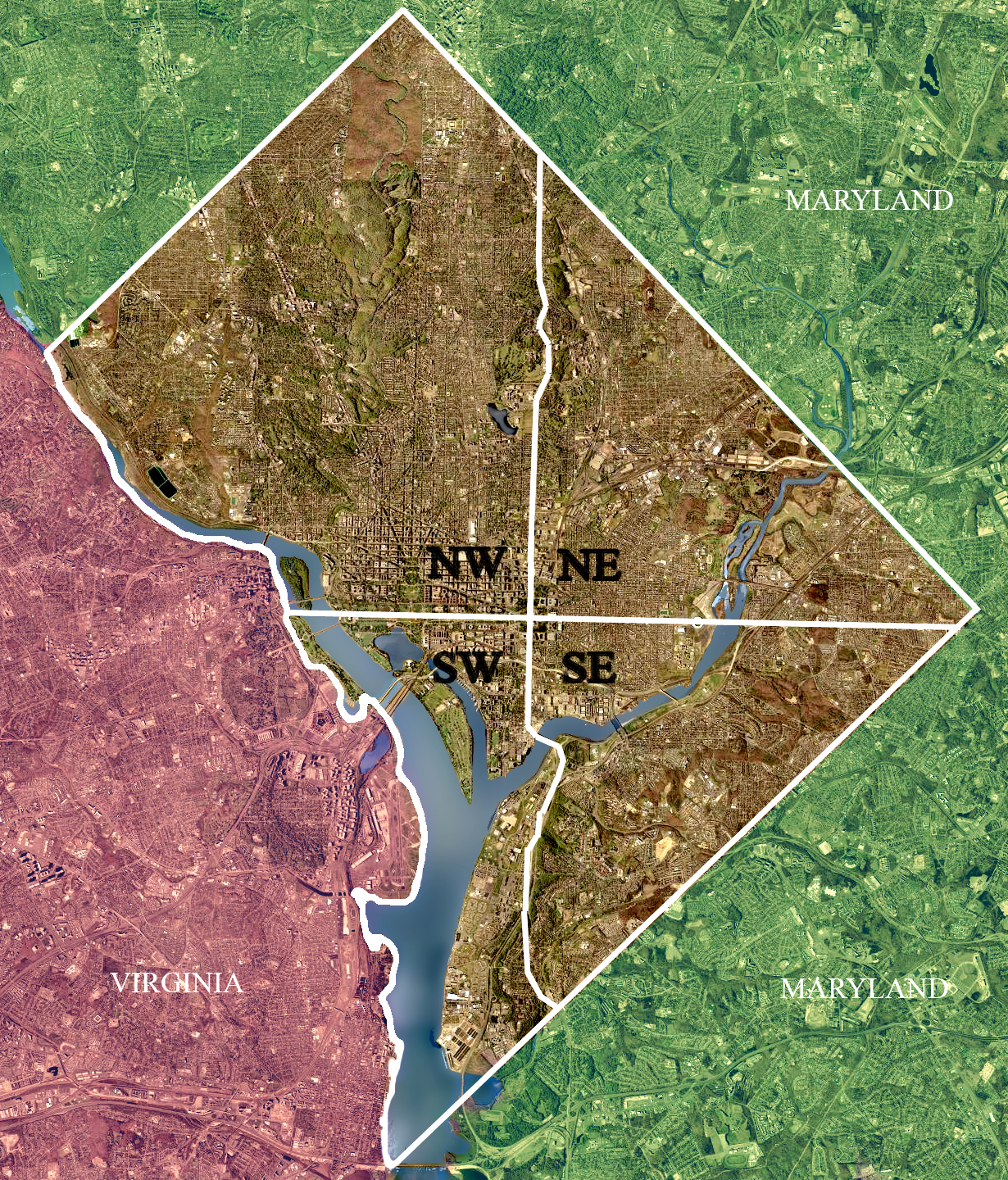
Washington, D.C. được chia thành bốn khu định hướng (ở Hoa Kỳ thành phố thường được chia ra bốn khu định hướng: Đông Nam, Tây Nam, Tây Bắc, và Đông Bắc.

Sau khi Tòa nhà Chung cư Cairo 12 tầng được xây dựng vào năm 1899, quốc hội thông qua Đạo luật về chiều cao của nhà cao tầng vào năm 1910 (Heights of Buildings Act of 1910) trong đó tuyên bố không có tòa nhà nào được phép xây cao hơn Tòa Quốc hội Hoa Kỳ. Đạo luật này được sửa đổi lại vào năm 1910 nhằm hạn chế chiều cao của nhà cao tầng bằng với độ rộng của đường phố gần bên cạnh cộng thêm 20 ft (6,1 mét). Ngày nay, đường chân trời của thành phố vẫn thấp và trải dài, giữ đúng ước nguyện của Thomas Jefferson: muốn biến Washington thành một "Paris của nước Mỹ" với các tòa nhà "thấp và tiện lợi" bên trên những đường phố "sáng sủa và thoáng khí". Kết quả là Tượng đài Washington vẫn là tòa kiến trúc cao nhất đặc khu. Tuy nhiên, việc hạn chế chiều cao các tòa nhà của Washington, D.C. đã bị chỉ trích như một lý do chính khiến thành phố có ít nhà ở giá phải chăng, kèm theo các vấn đề về giao thông vì đô thị phải mở rộng ra xa. Để tránh hạn chế về chiều cao của đặc khu, các tòa nhà cao tầng gần trung tâm thành phố thường được xây cất bên kia sông Potomac tại Rosslyn, Virginia, không thuộc Washington D.C..
Thành phố Washington được chia thành bốn khu định hướng không đồng đều: Tây Bắc (NW); Đông Bắc (NE); Đông Nam (SE); và Tây Nam (SW). Các trục chia cắt khu định hướng tỏa ra từ Tòa nhà Quốc hội Hoa Kỳ. Tất cả tên các đường phố đều gồm có tên viết tắt khu định hướng để chỉ vị trí của nó trong thành phố. Trong phần lớn thành phố, các đường phố được ấn định theo định dạng đường kẻ ô với đường phố nằm theo trục đông-tây sẽ mang tên bằng mẫu tự (thí dụ như C Street SW có nghĩa là Đường C, khu tây nam) và đường phố năm theo trục bắc-nam sẽ mang tên bằng số (thí dụ 4th Street NW có nghĩa là Đường số 4, khu tây bắc). Các con đường tỏa ra từ các vòng quanh lưu thông từ ban đầu đã được đặt tên của các tiểu bang; tất cả 50 tiểu bang cũng như Puerto Rico và cả đặc khu đều được dùng làm tên đường trong thành phố. Một số đường phố của Washington đáng được chú ý đặc biệt như Đại lộ Pennsylvania nối Nhà Trắng với Tòa nhà Quốc hội Hoa Kỳ, và Đường K có nhiều văn phòng của nhiều nhóm vận động hành lang. Washington tiếp nhận 173 đại sứ quán ngoại quốc, 57 trong số đó nằm trên một đoạn của Đại lộ Massachusetts, có tên không chính thức là "Embassy Row" hay dãy phố đại sứ quán.

### Kiến trúc

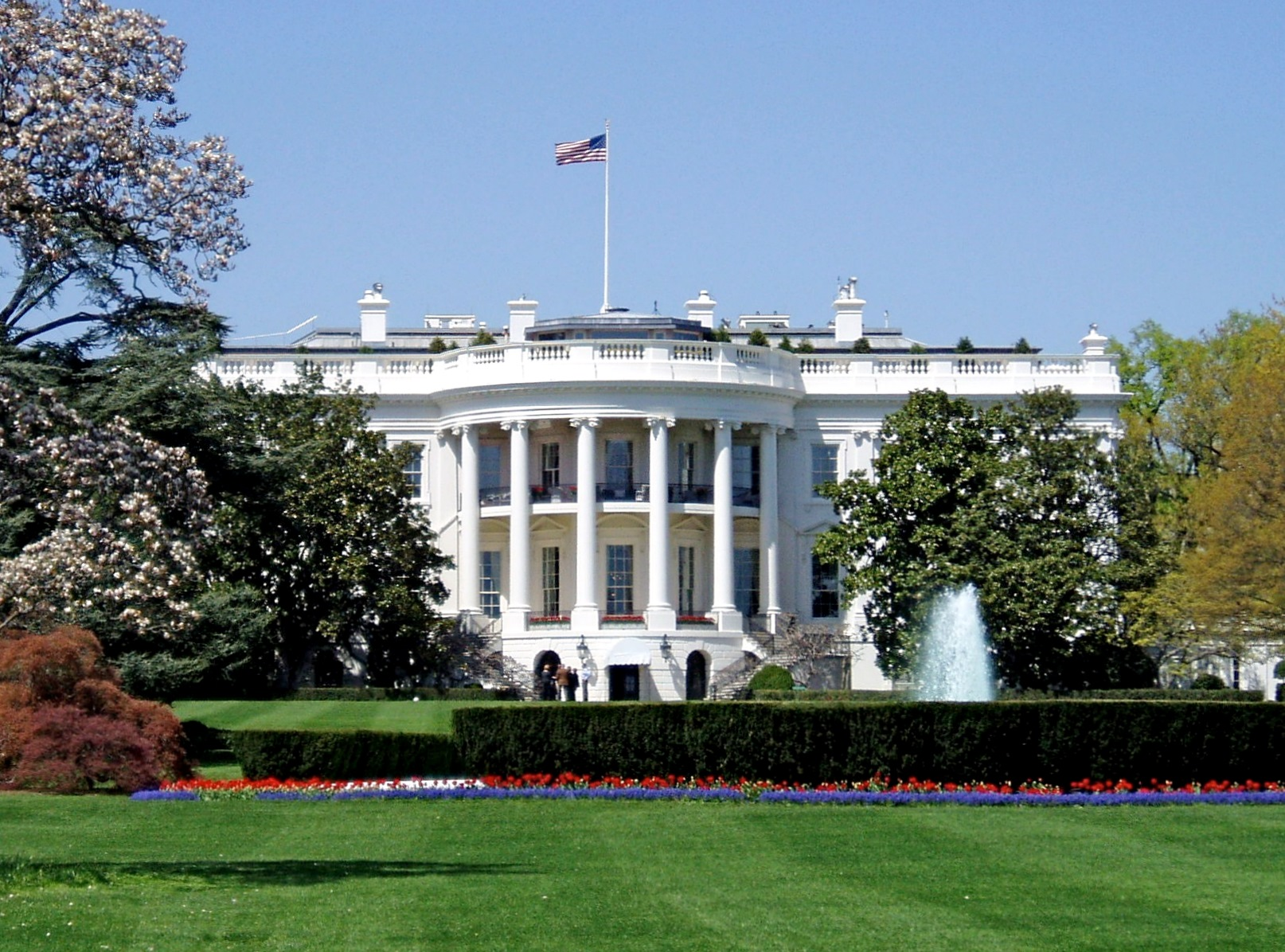
Tòa Bạch Ốc đứng thứ hai trên danh sách công trình kiến trúc yêu thích của Viện Kiến trúc sư Mỹ năm 2007.

Thành phố Washington có một kiến trúc rất đa dạng. Sáu trong số mười tòa nhà xếp hạng đầu trong danh sách kiến trúc yêu thích nhất năm 2007 của Viện Kiến trúc sư Mỹ nằm trong Đặc khu Columbia, trong đó có: Tòa Bạch Ốc; Thánh đường Quốc gia Washington; Nhà tưởng niệm Thomas Jefferson; Tòa Quốc hội Hoa Kỳ; Nhà tưởng niệm Lincoln; và Đài tưởng niệm Cựu chiến binh tại Việt Nam. Các hình thái kiến trúc tân cổ điển, george, gothic, và hiện đại, tất cả được phản ánh trong sáu công trình kiến trúc đó và trong nhiều công trình kiến trúc nổi bật khác tại Washington. Những hình thái kiến trúc ngoại lệ nổi bật gồm có các tòa nhà được xây theo kiểu Đệ Nhị đế chế Pháp như Tòa Cựu văn phòng Hành chánh (Old Executive Office Building) và Thư viện Quốc hội Hoa Kỳ.
Bên ngoài trung tâm Washington, các kiểu kiến trúc thậm chí càng đa dạng hơn. Những tòa nhà lịch sử được thiết kế chính yếu theo kiểu kiến trúc Nữ hoàng Anne, Châteauesque, Richardsonian Romanesque, phục hưng George, Beaux-Arts, và đa dạng các kiểu Victoria. Loại nhà phố liền căn đặc biệt nổi bật trong những khu phát triển sau nội chiến và điển hình theo những kiểu thiết kế chủ nghĩa liên bang và cuối thời Victoria. Vì Georgetown được thành lập trước thành phố Washington, khu dân cư này có đặc điểm kiến trúc xưa cổ nhất trong đặc khu. Tòa nhà Old Stone của Georgetown được xây dựng năm 1765 là tòa nhà còn tồn tại lâu đời nhất trong thành phố. Tuy nhiên phần lớn nhà cửa hiện tại trong khu dân cư được xây vào thập niên 1870 và phản ánh kiểu thiết kế cuối thời Victoria. Đại học Georgetown được xây dựng vào năm 1789 khá khác biệt so với khu dân cư này và mang đặc điểm tổng hợp giữa hai nền kiến trúc Roman và kiến trúc Gothic Phục hưng. Tòa nhà Ronald Reagan là tòa nhà lớn nhất trong đặc khu với tổng diện tích khoảng 3,1 triệu ft² (288.000 m²).

## Nhân khẩu
| Lịch sử dân số [d] | Lịch sử dân số [d] | Lịch sử dân số [d] |
| ------------------ | ------------------ | ------------------ |
| Năm                | Dân số             | Thay đổi           |
| 1800               | 8,144              | -                  |
| 1810               | 15,471             | 90.0%              |
| 1820               | 23,336             | 50.8%              |
| 1830               | 30,261             | 29.7%              |
| 1840               | 33,745             | 11.5%              |
| 1850               | 51,687             | 53.2%              |
| 1860               | 75,080             | 45.3%              |
| 1870               | 131,700            | 75.4%              |
| 1880               | 177,624            | 34.9%              |
| 1890               | 230,392            | 29.7%              |
| 1900               | 278,718            | 21.0%              |
| 1910               | 331,069            | 18.8%              |
| 1920               | 437,571            | 32.2%              |
| 1930               | 486,869            | 11.3%              |
| 1940               | 663,091            | 36.2%              |
| 1950               | 802,178            | 21.0%              |
| 1960               | 763,956            | -4.8%              |
| 1970               | 756,510            | -1.0%              |
| 1980               | 638,333            | -15.6%             |
| 1990               | 606,900            | -4.9%              |
| 2000               | 572,059            | -5.7%              |
| 2008               | 591,833            | 3.5%               |

Năm 2018, Cục Thống kê Dân số Hoa Kỳ ước tính dân số của đặc khu là 702.455 người, tiếp tục chiều hướng gia tăng dân số trong thành phố kể từ cuộc điều tra dân số năm 2000, thời điểm dân số thành phố đạt 604.453 người. Tuy nhiên trong suốt tuần làm việc, số người ra vào thành phố từ các khu ngoại ô lân cận đã làm cho dân số của đặc khu tăng cao, ước tính khoảng 79,2% trong năm 2010, khiến số người tại thành phố vào ban ngày lên đến trên 1,1 triệu. Vùng đô thị Washington bao gồm các quận xung quanh nằm trong hai tiểu bang Maryland và Virginia là vùng đô thị lớn thứ sáu tại Hoa Kỳ với hơn 6,1 triệu người. Khi kết hợp với Baltimore cùng các khu ngoại ô của nó, Vùng đô thị Baltimore-Washington có dân số vượt hơn 9,6 triệu người, lớn thứ tư tại Hoa Kỳ.
Năm 2017, thành phần dân số của thành phố gồm có 47.1% người Mỹ da đen, 45.1% người Mỹ da trắng, 4.3% người Mỹ da vàng, 0.6% người Mỹ da đỏ (gồm có người bản thổ Mỹ, người bản thổ Alaska, người bản thổ Hawaii, và người Mỹ gốc đảo Thái Bình Dương), 11% người nói tiếng Tây Ban Nha (tất cả chủng tộc) và 2,7% hợp chủng (hai hoặc ba chủng tộc). Cũng có khoảng ước tính 74.000 di dân ngoại quốc sống tại Washington, D.C. trong năm 2007. Nguồn gốc di cư chính là từ El Salvador, Việt Nam, và Ethiopia. Trong đó những di dân từ Salvador sống tập trung tại khu dân cư Mount Pleasant.

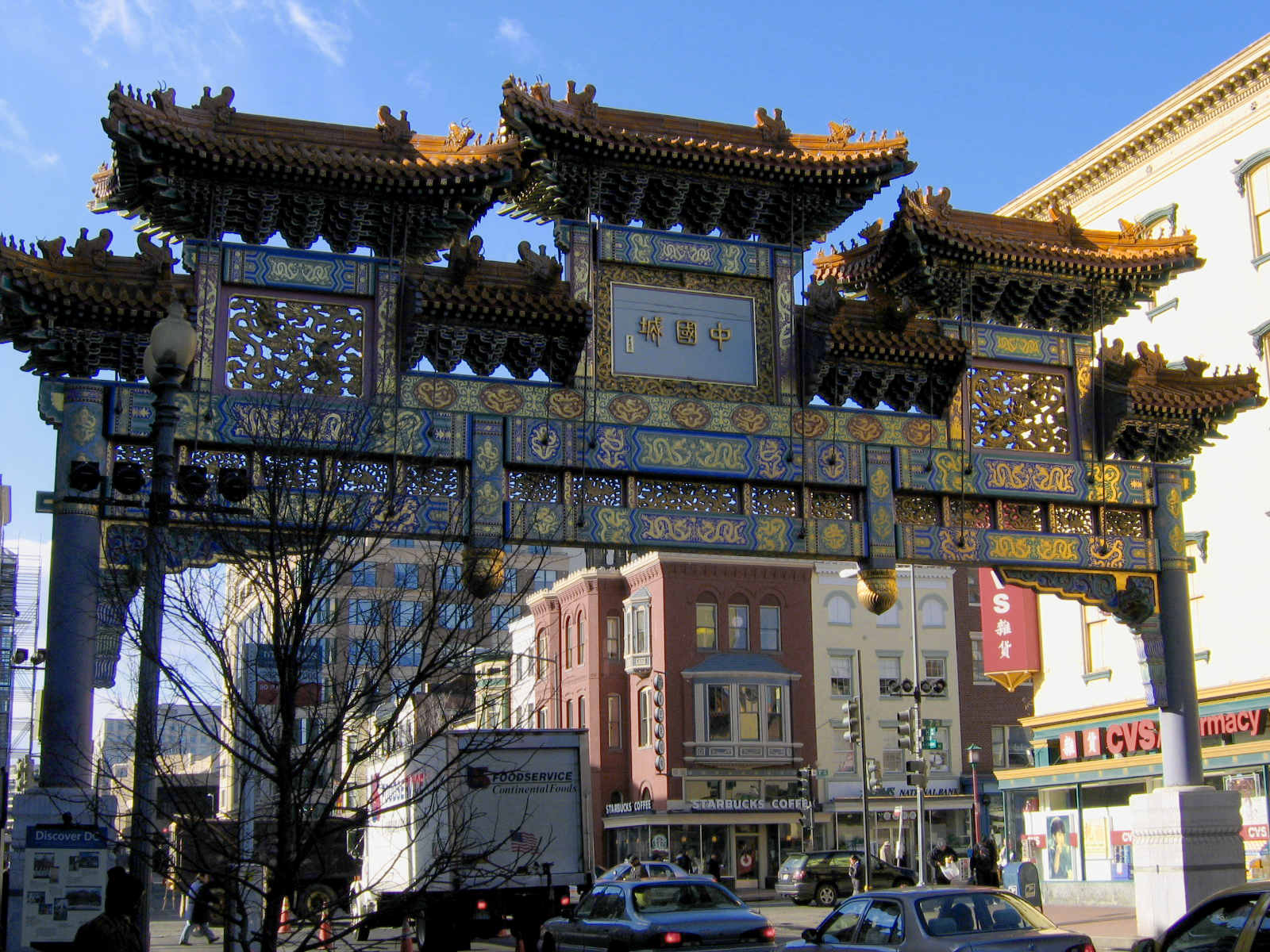
Cổng hữu nghị ở trung tâm Phố Tàu.

Duy nhất trong các thành phố có tỉ lệ cao người Mỹ gốc Phi, Washington có tỷ lệ dân số người da đen cao ngay từ khi thành lập thành phố. Đây là kết quả của việc giải phóng nô lệ tại nửa phía bắc miền Nam Hoa Kỳ (gọi là Upland South) sau Chiến tranh Cách mạng Mỹ. Dân số da đen tự do trong vùng vọt lên từ con số ước tính 1% trước chiến tranh đến 10% vào năm 1810. Trong đặc khu, cư dân da đen chiếm khoảng 30% dân số giữa năm 1800 và 1940. Dân số người da đen của Washington còn đạt tới 70% dân số thành phố vào năm 1970. Tuy nhiên kể từ đó dân số người Mỹ gốc Phi của Washington, D.C. dần hạ xuống vì có nhiều người rời thành phố để đến các khu ngoại ô lân cận. Một số cư dân cao tuổi hơn đã trở về miền Nam vì có sự liên hệ gia đình và chi phí nhà cửa thấp hơn. Cũng khoảng thời gian đó, dân số người da trắng của thành phố dần tăng lên, một phần vì sự ảnh hưởng của việc dời cư của người da màu tại những khu dân cư truyền thống của người da đen tại Washington. Đây là bằng chứng của sự sụt giảm 7,3% dân số người da đen, và sự gia tăng 17,8% dân số người da trắng kể từ năm 2000. Tuy nhiên, một số người Mỹ gốc Phi, đặc biệt là những sinh viên đại học vừa tốt nghiệp và những người trong giới chuyên gia trẻ, đang di chuyển đến thành phố từ các tiểu bang miền bắc và trung tây. Chiều hướng này được mệnh danh là "New Great Migration" (có nghĩa là cuộc đại di cư mới). Washington, D.C. là một điểm đến hàng đầu cho những người da đen như thế vì có nhiều cơ hội việc làm ngày gia tăng.
Điều tra dân số năm 2000 cho thấy con số ước tính 33.000 người lớn trong Đặc khu Columbia nhận mình là đồng tính hoặc song tính, chiếm khoảng 8,1% dân số trưởng thành của thành phố.. Một thống kê cho biết có 4.822 cặp cùng giới ở Đặc khu Columbia vào năm 2010 . Một đạo luật cho phép kết hôn cùng giới đã được thông qua vào năm 2009 .
Năm 2017, thu nhập trung bình hộ gia đình trung bình ở Washington DC là 77.649 USD; cũng trong năm 2017, cư dân WWashington DC có thu nhập cá nhân trên đầu người là 50.832 USD (cao nhất trong số 50 tiểu bang) . Tuy nhiên, 19% cư dân Washington sống dưới mức nghèo trong năm 2005, cao hơn bất kỳ tiểu bang nào ngoại trừ Mississippi. Năm 2019, tỷ lệ nghèo đạt mức 14,7% dân số .
Về tôn giáo, theo thống kê năm 2010 thì 17% dân số theo Đạo Baptist, 13% theo Công giáo La Mã, 6% theo Tin lành Phúc âm, 3% theo Do Thái giáo, 2% theo Chính thống giáo, 1% theo Hồi giáo, 1% theo Phật giáo, 1% theo Ấn Độ giáo .
Một báo cáo năm 2007 cho thấy khoảng một phần ba cư dân của thành phố Washington bị mù chữ chức năng, so với tỉ lệ quốc gia là khoảng một phần năm. Điều này một phần là do các di dân không rành tiếng Anh. Một cuộc nghiên cứu năm 2005 cho thấy rằng 85,16% cư dân Washington, D.C. trên năm tuổi chỉ nói tiếng Anh ở nhà và 8,78% nói tiếng Tây Ban Nha. Tiếng Pháp là ngôn ngữ nói xếp thứ ba với 1,35%. Ngược lại tỉ lệ mù chữ cao, gần 46% cư dân Đặc khu Columbia có ít nhất một bằng cấp đại học bốn năm.

### Tội phạm
Trong khoảng thời gian của làn sóng tội phạm bạo lực đầu thập niên 1990, Washington, D.C. được biết đến như là thủ đô của các vụ giết người ở Hoa Kỳ và thường được xếp ngang tầm với New Orleans về số lượng các vụ sát nhân. Con số các vụ giết người lên đỉnh điểm vào năm 1991 với 482 vụ, nhưng mức độ bạo lực giảm đáng kể trong suốt thập niên 1990. Năm 2006, con số các vụ giết người hàng năm tại thành phố giảm xuống còn 169 vụ. Tổng cộng, tội phạm bạo lực giảm gần 47% kể từ 1995 đến 2007. Tội phạm xâm phạm bất động sản gồm có trộm cắp, cướp bóc giảm chừng 48% trong cùng giai đoạn này.
Cũng giống như đa số các thành phố lớn khác, các vụ phạm tội xảy ra nhiều nhất tại các khu vực có liên quan đến băng đảng và buôn bán ma túy. Các khu dân cư giàu có hơn của Tây Bắc Washington có mức độ tội phạm thấp nhưng phạm vi ảnh hưởng của tội phạm càng gia tăng khi đi xa về phía đông. Từng bị tội phạm hoành hành, hiện nay các khu dân cư của Đặc khu Columbia như Columbia Heights và Logan Circle đang dần trở nên các khu vực an toàn và nhộn nhịp vì ảnh hưởng của việc tái phân bố dân cư. Kết quả là tội phạm trong đặc khu đang có chiều hướng đi xa về phía đông và về phía bên kia ranh giới vào trong Quận Prince George của Maryland.
Ngày 26 tháng 6 năm 2008, Tối cao Pháp viện Hoa Kỳ ra phán quyết vụ Đặc khu Columbia đối đầu với Heller rằng luật cấm súng ngắn năm 1976 của thành phố đã vi phạm tu chính án 2 quyền sở hữu súng. Tuy nhiên, phán quyết này không cấm tất cả các hình thức kiểm soát súng; những luật bắt buộc đăng ký súng vẫn có hiệu lực cũng như luật cấm vũ khí loại tấn công của thành phố.
Vào năm 2012, số vụ giết người ở Washington đã giảm xuống còn 88, mức thấp nhất kể từ năm 1961 .
Trong năm 2016, cảnh sát thành phố ghi nhận 135 vụ giết người, tăng 53% so với năm 2012 nhưng giảm 17% so với năm 2015 .

## Kinh tế

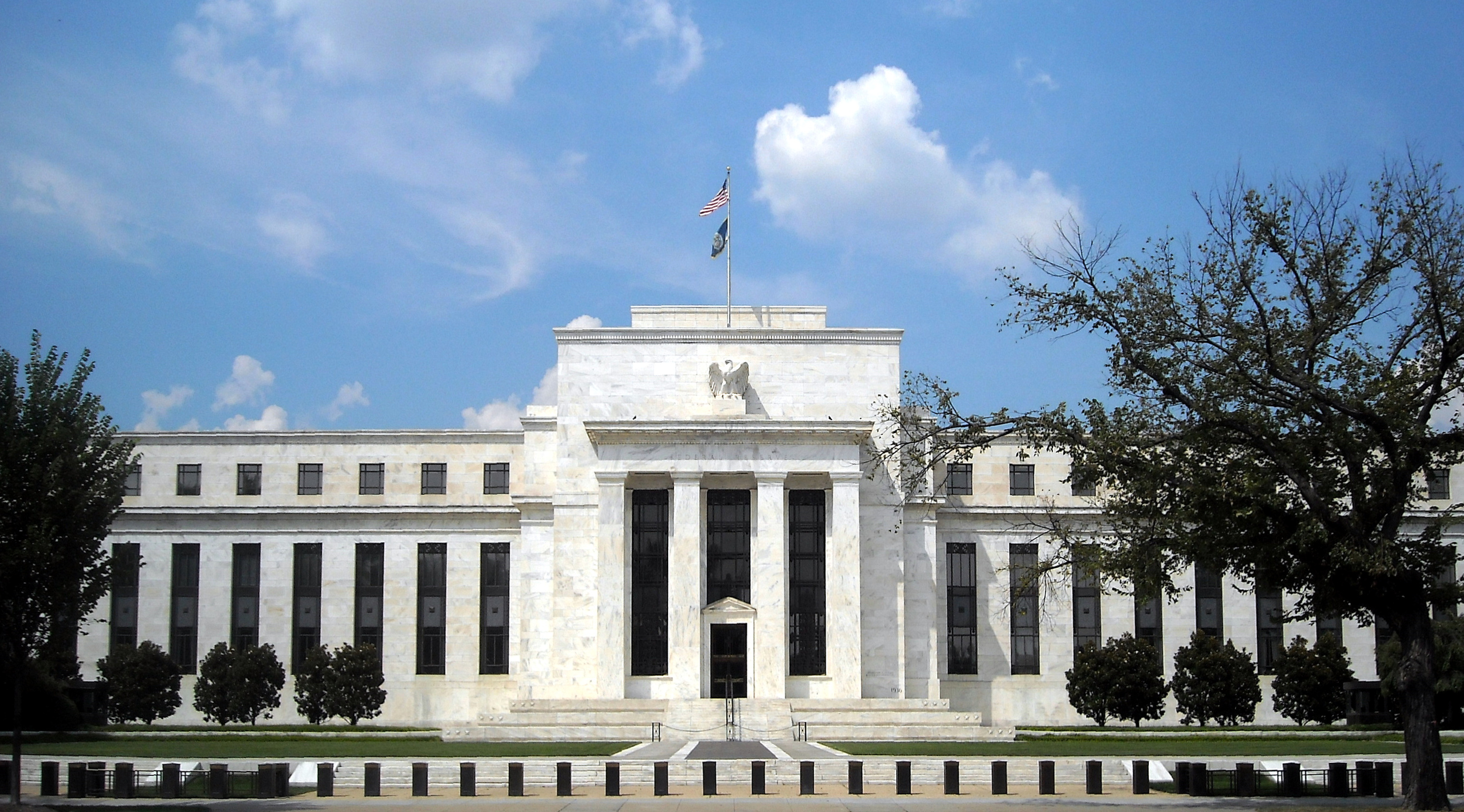
Cục Dự trữ Liên bang đóng vai trò là ngân hàng quốc gia của Hoa Kỳ

Washington có một nền kinh tế phát triển đa dạng với khuynh hướng thiên về dịch vụ thương mại và nghiệp vụ. Tổng sản phẩm nội địa của đặc khu năm 2018 là 141 tỷ đô la . Năm 2008, chính phủ liên bang là nguồn cung cấp khoảng 27% việc làm tại Washington, D.C. Người ta cho rằng Washington không bị ảnh hưởng của cuộc suy thoái kinh tế quốc gia vì chính phủ liên bang vẫn tiếp tục các hoạt động thậm chí trong suốt những thời khủng hoảng. Tuy nhiên vào tháng 1 năm 2017, những nhân công liên bang tại vùng Washington chỉ chiếm 25% tổng số lực lượng lao động của chính phủ liên bang . Nhiều tổ chức như các hãng luật, những cơ sở làm việc theo hợp đồng độc lập (tính cả quốc phòng và dân sự), các tổ chức bất vụ lợi, các nhóm vận động hành lang, liên đoàn lao động, các nhóm trao đổi công nghiệp, và các hội đoàn nghiệp vụ có tổng hành dinh của họ bên trong hoặc gần Đặc khu Columbia để gần bên chính phủ liên bang. Cho đến năm 2011, Vùng đô thị Washington có một tỉ lệ thất nghiệp 6,2%, là một tỉ lệ thấp thứ hai trong số 49 vùng đô thị lớn nhất tại Hoa Kỳ. Tỉ lệ này cũng thấp hơn tỉ lệ thất nghiệp trung bình của quốc gia trong cùng kỳ thời điểm là 6,5%. Riêng Đặc khu Columbia có tỉ lệ thất nghiệp 9,8% trong cùng khoảng thời gian.

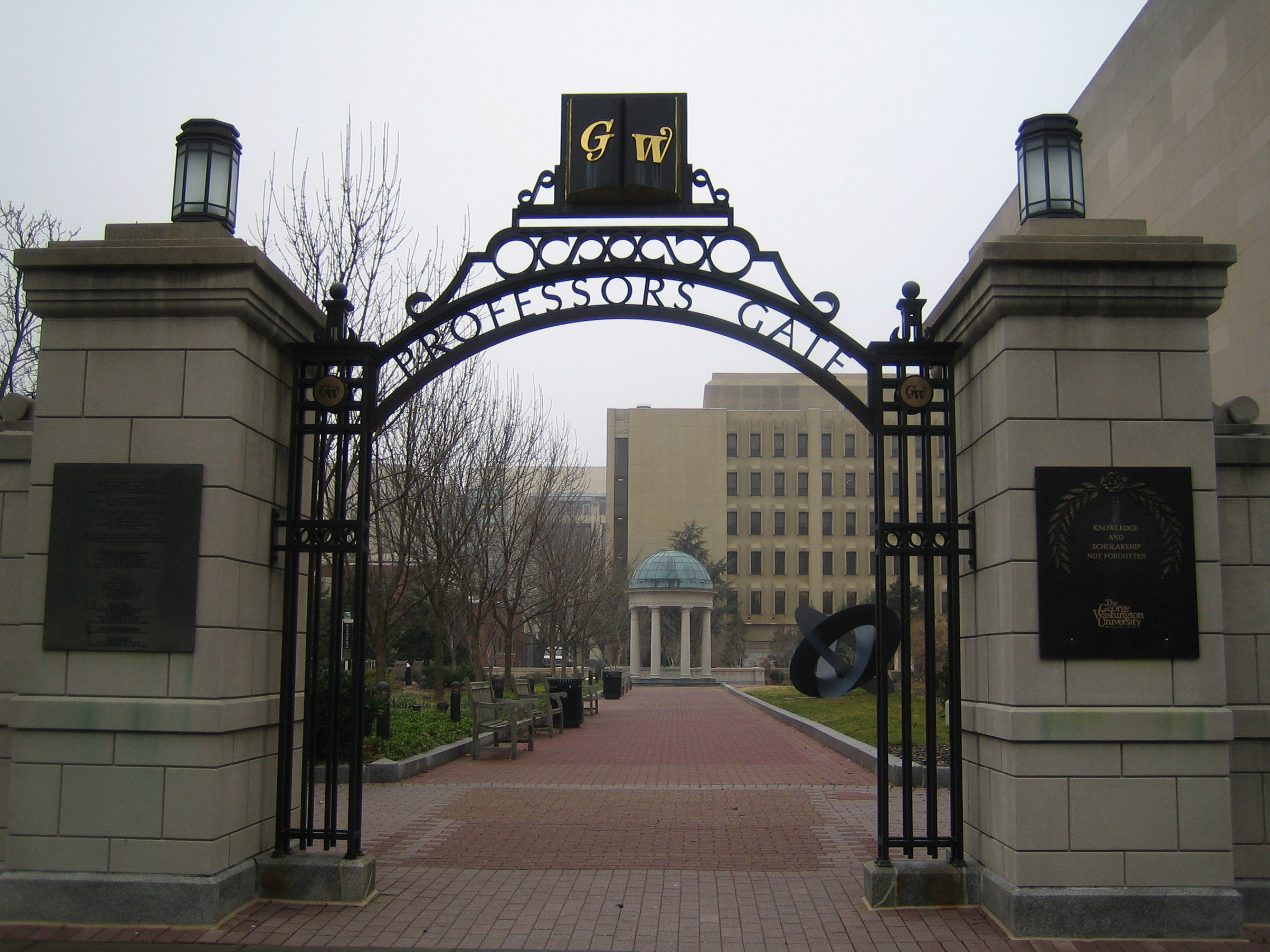
Đại học George Washington là một trong những nhà tuyển dụng lớn nhất tại đặc khu

Washington cũng có những ngành công nghiệp phát triển không liên quan trực tiếp đến chính phủ, đặc biệt trong lĩnh vực giáo dục, tài chính, chính sách công cộng, và nghiên cứu khoa học. Đại học George Washington, Đại học Georgetown, Trung tâm Bệnh viện Washington, Đại học Howard, và ngân hàng cho vay Fannie Mae là những nơi thuê mướn nhân công trong thành phố, không có liên hệ đến chính phủ. Có năm công ty nằm trong nhóm Fortune 1000 đóng tại Washington, và hai trong số này thuộc Fortune 500.
Washington D.C. đã trở thành một trong những nơi hàng đầu về lĩnh vực đầu tư bất động sản trên thế giới, xếp sau Luân Đôn, New York, và Paris. Năm 2006, tờ Expansion Magazine xếp Đặc khu Columbia trong số 10 khu vực hàng đầu ở Hoa Kỳ hấp dẫn mở rộng thương nghiệp. Washington có trung tâm thành phố lớn thứ ba tại Hoa Kỳ tính theo sức chứa văn phòng thương mại, đứng ngay sau New York và Chicago. Mặc dù khủng hoảng kinh tế quốc gia và giá nhà hạ giảm nhưng Washington được xếp thứ hai trên danh sách những thị trường nhà ở tốt nhất tại Hoa Kỳ của Forbes.
Du lịch cũng là một ngành kinh tế mũi nhọn của Washington. Khoảng 18,9 triệu du khách đã đóng góp ước tính 4,8 tỷ USD cho nền kinh tế của thành phố vào năm 2012 . Đặc khu cũng là nơi tọa lạc của 200 đại sứ quán nước ngoài và cũng là nơi đặt trụ sở của các tổ chức quốc tế như Ngân hàng Thế giới, Quỹ Tiền tệ Quốc tế (IMF).
Những nỗ lực di dời dân cư đang được tiến hành tại Washington D.C., đáng nói là tại các khu dân cư Logan Circle, Shaw, Columbia Heights, hành lang Đường U, và Đường 14. Quá trình này đã diễn ra tại một số khu dân cư nhờ vào việc xây dựng tuyến đường xanh (green line) thuộc hệ thống xe điện ngầm "Metrorail" của Washington, nối liền các khu dân cư này với các khu vực của trung tâm thành phố vào cuối thập niên 1990. Tháng 3 năm 2008, một trung tâm bán hàng mới được mở cửa tại Columbia Heights, trở thành trung tâm bán lẻ lớn đầu tiên tại đặc khu trong vòng 40 năm. Như tại nhiều thành phố, sự di dời dân cư đang làm sống lại nền kinh tế của Washington, nhưng những lợi ích của nó không được phân bố đều trong thành phố và không trực tiếp giúp ích cho người nghèo..Từ năm 2009 đến năm 2016, GDP bình quân đầu người ở Washington đã liên tục được xếp hạng cao nhất trong số các tiểu bang của Hoa Kỳ. Năm 2016, ở mức 160.472 USD, GDP bình quân đầu người của đặc khu cao gần gấp ba lần so với tiểu bang đứng thứ hai là Massachusetts .

## Văn hóa

### Những địa điểm lịch sử và viện bảo tàng

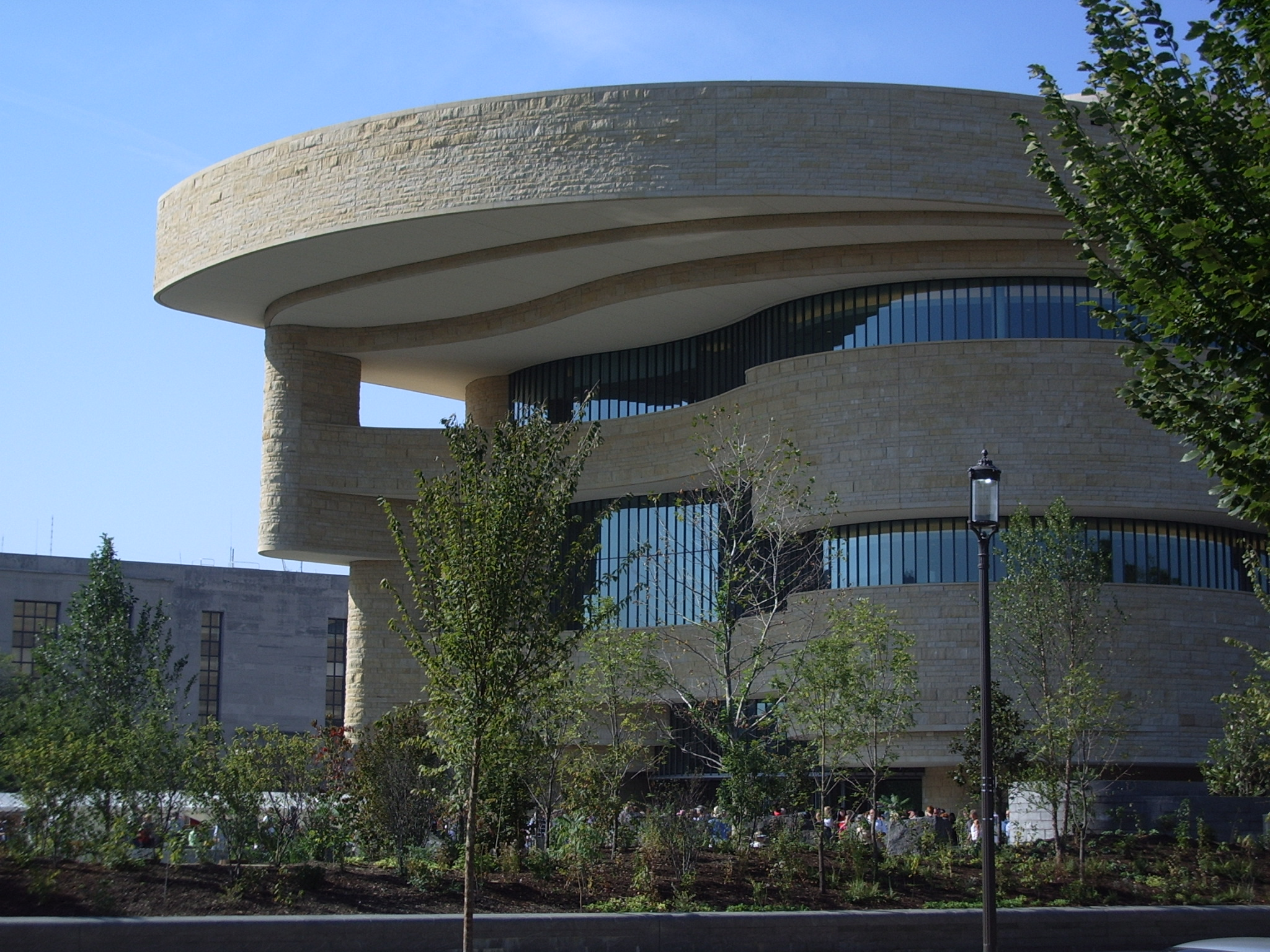
Viện bảo tàng Quốc gia Thổ dân châu Mỹ mở cửa năm 2004.

Trong trung tâm thành phố, khu công viên National Mall, có nghĩa Khu dạo chơi Quốc gia, mở rộng với Tượng đài Washington giữa. Cũng nằm trong khu vực này còn có Nhà tưởng niệm Lincoln, Đài tưởng niệm Quốc gia Chiến tranh thế giới thứ hai nằm ở cuối phía đông Hồ phản chiếu Tưởng niệm Lincoln, Đài tưởng niệm Cựu chiến binh Chiến tranh Triều Tiên, Đài tưởng niệm Cựu chiến binh Chiến tranh Việt Nam, và Đài tưởng niệm Albert Einstein. Cơ quan Quản lý Văn khố Quốc gia (National Archives and Records Administration) cất giữ hàng ngàn tài liệu quan trọng đối với lịch sử Mỹ trong đó có bản Tuyên ngôn độc lập Hoa Kỳ, Hiến pháp Hoa Kỳ và Đạo luật nhân quyền Hoa Kỳ. Thư viện Quốc hội Hoa Kỳ là tổ hợp thư viện lớn nhất thế giới với bộ sưu tập hơn 147 triệu cuốn sách, bản thảo cùng với vô số tài liệu khác.
Nằm ngay phía nam khu dạo chơi National Mall là Tidal Basin, một vịnh nước nhỏ, một phần do nhân tạo, có trồng những hàng cây hoa anh đào do Nhật Bản tặng cho thành phố. Khu tưởng niệm Franklin Delano Roosevelt, Khu tưởng niệm Martin Luther King, Nhà tưởng niệm Jefferson, và Đài tưởng niệm Chiến tranh Đặc khu Columbia nằm gần Tidal Basin.

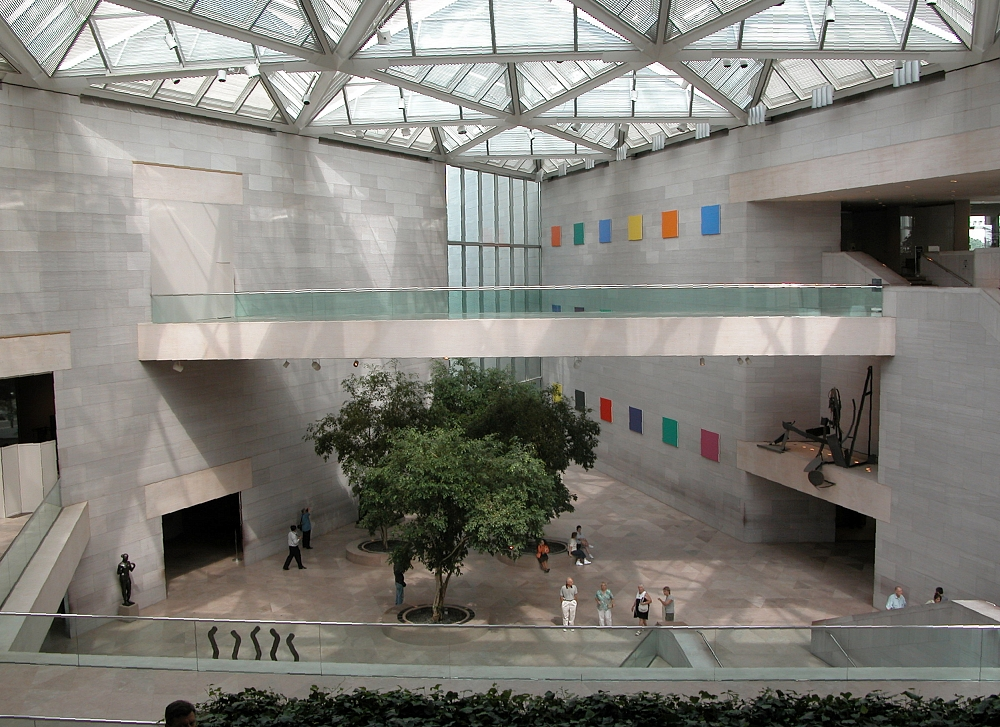
Cánh phía đông của Phòng triển lãm Nghệ thuật Quốc gia là nơi trưng bày bộ sưu tập nghệ thuật hiện đại.

Viện Smithsonian là một cơ sở giáo dục được Quốc hội Hoa Kỳ ban hành hiến chương vào năm 1846 để trông coi, bảo quản phần lớn các phòng triển lãm nghệ thuật và viện bảo tàng chính thức của quốc gia tại Washington D.C. Chính phủ Hoa Kỳ tài trợ một phần cho viện, vì thế các hiện vật trưng bày của viện được mở cửa cho công chúng xem miễn phí. Bảo tàng có nhiều người thăm viếng nhất trong số các bảo tàng của Viện Smithsonian trong năm 2007 là Bảo tàng Quốc gia Lịch sử Tự nhiên nằm trên Khu dạo chơi Quốc gia National Mall. Các viện bảo tàng và triển lãm khác của Smithsonian nằm trên khu dạo chơi National Mall là: Bảo tàng Quốc gia Không gian và Hàng không; Bảo tàng Quốc gia Nghệ thuật Phi châu; Bảo tàng Quốc gia Lịch sử Mỹ; Bảo tàng Quốc gia Người bản thổ Mỹ; Phòng triển lãm Arthur M. Sackler và Phòng triển lãm Nghệ thuật Freer. Cả hai phòng triển lãm này tập trung về văn hóa và nghệ thuật châu Á; Bảo tàng Hirshhorn và Vườn Điêu khắc; Tòa nhà Công nghiệp và Nghệ thuật; Trung tâm S. Dillon Ripley; và Tòa nhà Viện Smithsonian, cũng còn được biết tên là "The Castle", phục vụ với vai trò như tổng hành dinh của viện.
Bảo tàng Nghệ thuật Mỹ Smithsonian (trước đây tên là Bảo tàng Quốc gia Nghệ thuật Mỹ) và Phòng triển lãm Hội họa Quốc gia nằm trong cùng tòa nhà, đó là Trung tâm Donald W. Reynolds, gần phố Tàu của Washington. Trung tâm Reynolds cũng còn được biết đến là "Old Patent Office Building". Phòng triển lãm Renwick chính thức là một phần của Bảo tàng Nghệ thuật Mỹ Smithsonian nhưng nằm trong một tòa nhà khác gần Tòa Bạch Ốc. Các viện bảo tàng và phòng triển lãm của Viện Smithsonian còn có: Bảo tàng Anacostia nằm ở đông nam Washington, Bảo tàng Bưu điện Quốc gia gần Trạm Union, và Công viên Vườn thú Quốc gia Smithsonian trong Công viên Woodley.
Phòng triển lãm Nghệ thuật Quốc gia nằm trên Khu vui chơi Quốc gia gần Tòa Quốc hội Hoa Kỳ nhưng không phải là một phần của Viện Smithsonian. Thay vào đó nó do chính phủ Hoa Kỳ làm chủ hoàn toàn; do đó phòng triển lãm này cũng cho vào cửa tự do. Cánh tây của phòng triển lãm có chứa bộ sưu tập quốc về nghệ thuật châu Âu và Mỹ xuyên suốt thế kỷ XIX. Cánh đông của phòng, do kiến trúc sư I. M. Pei thiết kế, có các tác phẩm nghệ thuật hiện đại. Bảo tàng Nghệ thuật Mỹ Smithsonian và Phòng triển lãm Hội họa Quốc gia thường bị lầm lẫn với Phòng triển lãm nghệ thuật Quốc gia trong khi chúng thực sự hoàn toàn là những cơ sở riêng biệt. Bảo tàng Xây dựng Quốc gia nằm gần Quảng trường Công Lý (Judiciary Square) được Quốc hội Hoa Kỳ bảo trợ, có triển lãm các hiện vật tạm thời và các hiện vật được luân chuyển.
Có nhiều bảo tàng nghệ thuật tư nhân trong Đặc khu Columbia trình bày các hiện vật và bộ sưu tập lớn, mở cửa cho công chúng như: Bảo tàng Quốc gia Phụ nữ trong Nghệ thuật, Phòng triển lãm Nghệ thuật Corcoran là bảo tàng tư nhân lớn nhất tại Washington và Bảo tàng Sưu tập Phillips (The Phillips Collection) ở Dupont Circle là bảo tàng nghệ thuật hiện đại đầu tiên tại Hoa Kỳ. Những bảo tàng tư nhân khác tại Washington còn có Newseum, Bảo tàng Điệp vụ Quốc tế, bảo tàng Hội Địa lý Quốc gia Hoa Kỳ, và Bảo tàng Khoa học Marian Koshland. Bảo tàng Tưởng niệm Holocaust Hoa Kỳ (United States Holocaust Memorial Museum) nằm gần Khu dạo chơi Quốc gia lưu giữ các hiện vật, tài liệu và các di vật có liên quan đến Holocaust.

### Âm nhạc và nghệ thuật trình diễn

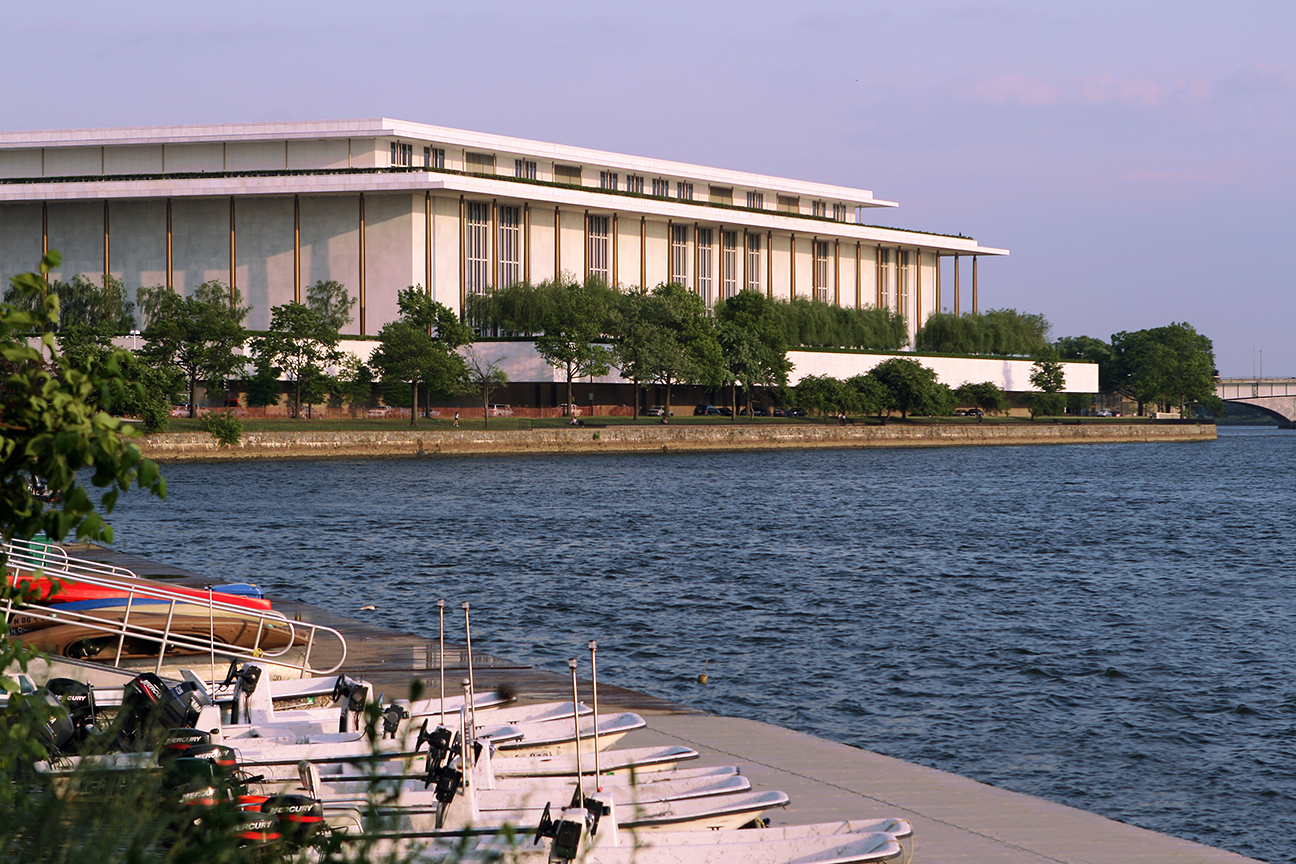
Trung tâm Nghệ thuật Trình diễn John F. Kennedy nằm dọc bờ sông Potomac.

Washington, D.C. là một trung tâm nghệ thuật quốc gia. Trung tâm Nghệ thuật Trình diễn John F. Kennedy là nơi biểu diễn của Dàn nhạc Giao hưởng Quốc gia, Nhạc kịch Quốc gia Washington và Đoàn múa Ba lê Washington. Giải thưởng vinh dự Trung tâm Kennedy (Kennedy Center Honors) được trao tặng mỗi năm cho những người hoạt động trong lĩnh vực nghệ thuật trình diễn mà đã góp phần to lớn đến đời sống nghệ thuật của Hoa Kỳ. Tổng thống và Đệ Nhất Phu nhân thường khi tham dự buổi lễ vinh danh này vì Đệ Nhất Phu nhân là chủ tịch danh dự của Ban ủy thác Trung tâm Kennedy. Washington cũng có một truyền thống kịch nghệ độc lập địa phương. Các đoàn kịch như Arena Stage, Đoàn kịch Shakespeare và "Studio Theatre" trình diễn các tác phẩm cổ điển và kịch mới Mỹ.
Hành lang Đường U trong vùng tây-bắc Đặc khu Columbia thường được biết đến như "Washington's Black Broadway" (có nghĩa là sân khấu Broadway da đen của Washington) là nơi tập trung các khu trình diễn nghệ thuật như Bohemian Caverns và Nhà hát Lincoln với các tài năng âm nhạc như Duke Ellington (s. trưởng tại Washington D.C.), John Coltrane, và Miles Davis. Những nơi trình diễn nhạc jazz khác có biểu diễn nhạc blues hiện đại như Madam's Organ Blues Bar tại Adams Morgan và Blues Alley tại Georgetown. Đặc khu Columbia có thể loại nhạc bản xứ của mình có tên là go-go. Người biểu diễn thành công nhất là trưởng nhóm ban nhạc D.C. là Chuck Brown. Ông đã mang nhạc go-go đến sát bờ công nhận quốc gia với album năm 1979 của ông mang tên Bustin' Loose.
Washington cũng là một trung tâm quan trọng cho văn hóa và âm nhạc indie tại Hoa Kỳ. Hãng thu âm đĩa hát Dischord Records, do Ian MacKaye thành lập, là một trong những hãng thu âm đĩa hát độc lập quan trọng nhất đối với thể loại nhạc punk thập niên 1980 và dần dần là thể loại nhạc indie rock trong thập niên 1990. Lịch sử thu âm thể loại nhạc indie của Washington có thể kể tới các hãng TeenBeat Records, Dischord Records, Simple Machines, và ESL Music trong số nhiều hãng thu âm khác. Các tụ điểm âm nhạc indie và rock hiện đại như The Black Cat và 9:30 Club gần Đường U mang những hoạt động thân thiết đến với công chúng.

## Truyền thông

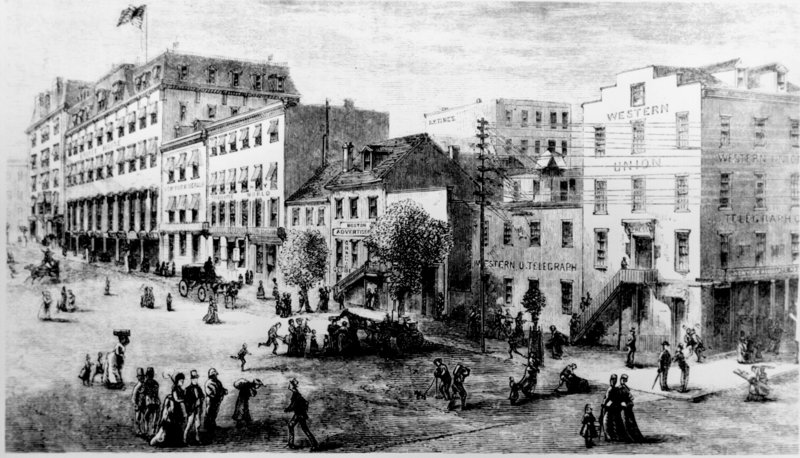
Dãy phố báo chí của Washington trên đại lộ Pennsylvania năm 1874

Washington, D.C. là một trung tâm nổi bật đối với truyền thông quốc gia và quốc tế. Nhật báo The Washington Post, thành lập năm 1877, là nhật báo địa phương có nhiều độc giả nhất và lâu đời nhất tại Washington. Có lẽ tờ báo này được biết tới nhiều nhất nhờ đăng tải các đề tài nói về chính trị quốc tế và quốc gia cũng như từng phơi bày vụ bê bối chính trị Watergate. The Post, tên thường gọi của The Washington Post, tiếp tục chỉ phát hành ba phiên bản chính, mỗi phiên bản cho một khu vực là Đặc khu Columbia, Maryland và Virginia. Mặc dù không có phiên bản mở rộng ra ngoài, tờ báo này đứng hạng sáu về số lượng phát hành của tất các nhật báo tại Hoa Kỳ tính đến năm 2011. USA Today, nhật báo lớn nhất quốc gia tính theo số lượng phát hành có tổng hành dinh đặt gần McLean, Virginia.
Từ năm 2003 đến năm 2019, Công ty Washington Post phát hành nhật báo miễn phí dành cho người di chuyển ra vào thành phố hàng ngày mang tên là Express. Tờ báo này tóm tắt các sự kiện, thể thao và giải trí cũng như tờ báo tiếng Tây Ban Nha El Tiempo Latino. Một nhật báo địa phương khác là tờ The Washington Times, và tờ tuần báo Washington City Paper cũng có số độc giả đáng kể trong vùng Washington. Một số tờ báo chuyên đề và cộng đồng tập trung vào các vấn đề văn hóa và khu dân cư gồm có: tuần báo Washington Blade và Metro Weekly tập trung về các vấn đề đồng tính, dị tính; tờ Washington Informer và The Washington Afro American điểm qua các đề tài đáng quan tâm của cộng đồng người da đen; và các tờ báo khu dân cư được phát hành bởi The Current Newspapers. Các tờ báo The Hill và Roll Call đặc biệt tập trung vào các vấn đề có liên quan đến quốc hội và chính phủ liên bang.
Vùng đô thị Washington là thị trường truyền thông truyền hình lớn thứ 9 tại Hoa Kỳ với con số 2.308.290 hộ, chiếm 2,05% dân số Hoa Kỳ. Một số công ty truyền thông và kênh truyền hình cáp có tổng hành dinh trong khu vực, có thể kể đến C-SPAN; Black Entertainment Television; National Geographic Channel; Hệ thống Smithsonian; XM Satellite Radio; National Public Radio; Travel Channel (tại Chevy Chase, Maryland); Discovery Channel (tại Silver Spring, Maryland); và PBS (tại Arlington, Virginia). Tổng hành dinh của Tiếng nói Hoa Kỳ được đặt gần Tòa Quốc hội Hoa Kỳ ở tây nam Washington. Vùng Đặc khu Columbia cũng là nơi đóng bản doanh của Radio One, tập đoàn phát thanh và truyền hình người Mỹ gốc Phi lớn nhất Hoa Kỳ do đại gia truyền thông Cathy Hughes thành lập.

## Thể thao

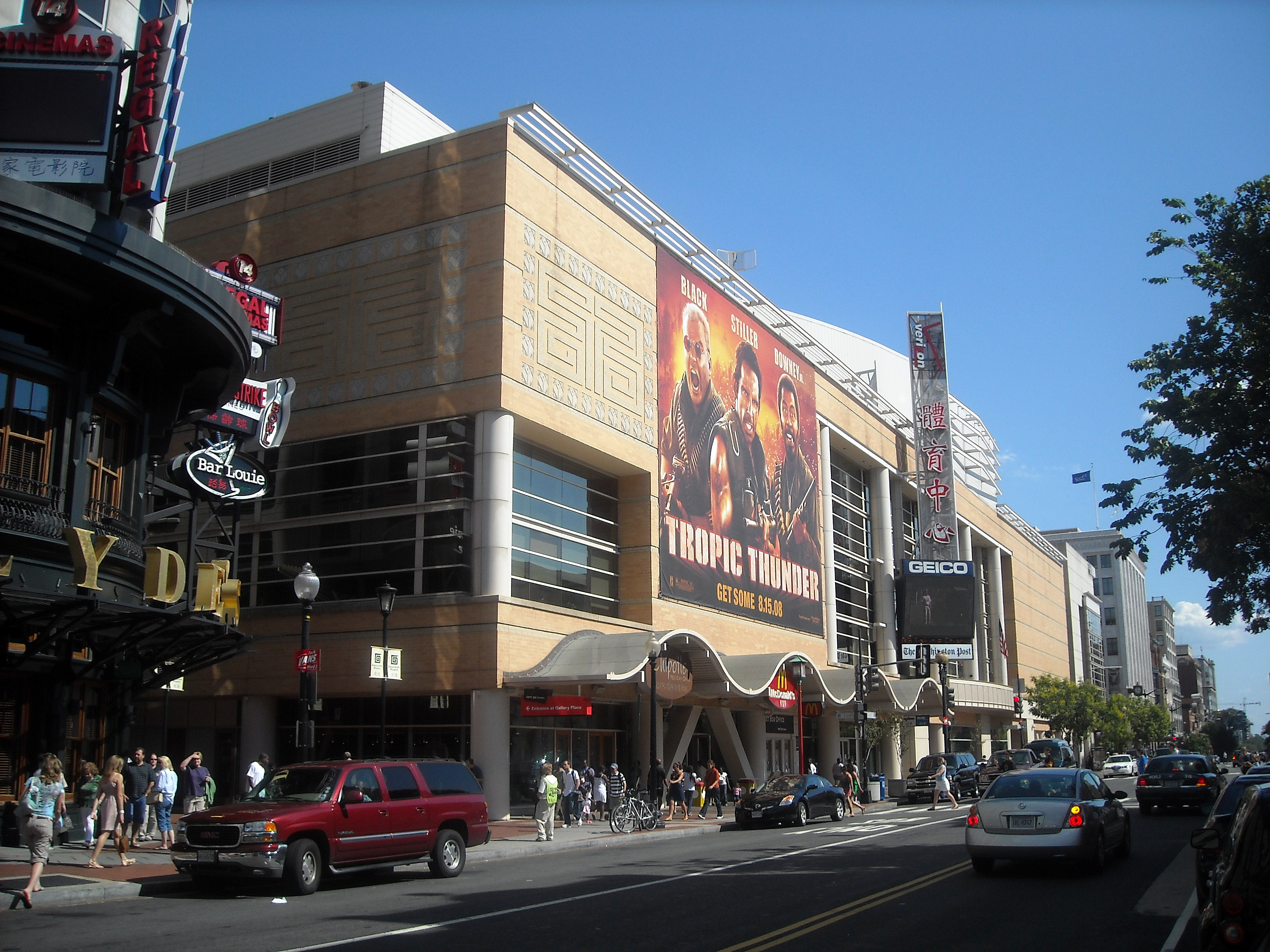
Trung tâm Verizon là sân nhà của đội khúc côn cầu Washington Capitals, đội bóng rổ nam Washington Wizards, đội bóng rổ nữ Washington Mystics, và đội bóng rổ nam Đại học Georgetown.

Washington, D.C. là sân nhà của năm đội nam thể thao nhà nghề. Đội Washington Wizards thuộc Hội Bóng rổ Quốc gia và đội Washington Capitals thuộc Liên đoàn Khúc côn cầu Quốc gia đều chơi tại Trung tâm Verizon trong khu phố Tàu. Trung tâm có tên Nationals Park, được mở cửa ở đông nam Đặc khu Columbia năm 2008, là sân nhà của đội Washington Nationals thuộc liên đoàn bóng chày tên Major League Baseball. Đội D.C. United thuộc liên đoàn bóng đá có tên Major League Soccer chơi ở Sân vận động Tưởng niệm Robert F. Kennedy. Đội Washington Redskins thuộc Liên đoàn Bóng bầu dục Quốc gia (NFL) chơi gần FedExField ở Landover, Maryland.
Vùng Washington cũng là sân nhà của một số đội thể thao nhà nghề của nữ. Đội Washington Mystics thuộc Hội Nữ Bóng rổ Quốc gia chơi ở Trung tâm Verizon. Đội Washington Freedom tái xuất vào mùa xuân năm 2009 thuộc liên đoàn nữ bóng đá nhà nghề.
Washington là một trong chỉ 13 thành phố tại Hoa Kỳ có các đội nhà nghề của bốn môn thể thao chính của nam: bóng bầu dục, bóng rổ, bóng chày và khúc côn cầu trên băng. Khi bóng đá được đưa vào, Washington là một trong tám thành phố có tất cả năm môn thể thao nhà nghề của nam. Các đội thể thao nhà nghề của Đặc khu Columbia đã giành được một con số tổng cộng là 11 giải quán quân: Đội bóng đá D.C. United đoạt được bốn giải (nhiều nhất trong lịch sử giải bóng đá "Major League Soccer" tại Hoa Kỳ); Đội Washington Redskins thắng ba; Đội Washington Bayhawks thắng hai; và đội Washington Wizards và đội Washington Glory mỗi đội thắng một lần duy nhất giải quán quân. Trung tâm Quần vợt William H.G. FitzGerald ở Công viên Rock Creek là nơi tổ chức giải Legg Mason Tennis Classic. Giải chạy Marathon của Thủy quân lục chiến Hoa Kỳ và giải Marathon Quốc gia được tổ chức hàng năm tại Washington. Khu vực Đặc khu Columbia là nơi có một hệ thống truyền hình thể thao vùng tên là Comcast SportsNet có bản doanh tại Bethesda, Maryland.

## Chính quyền

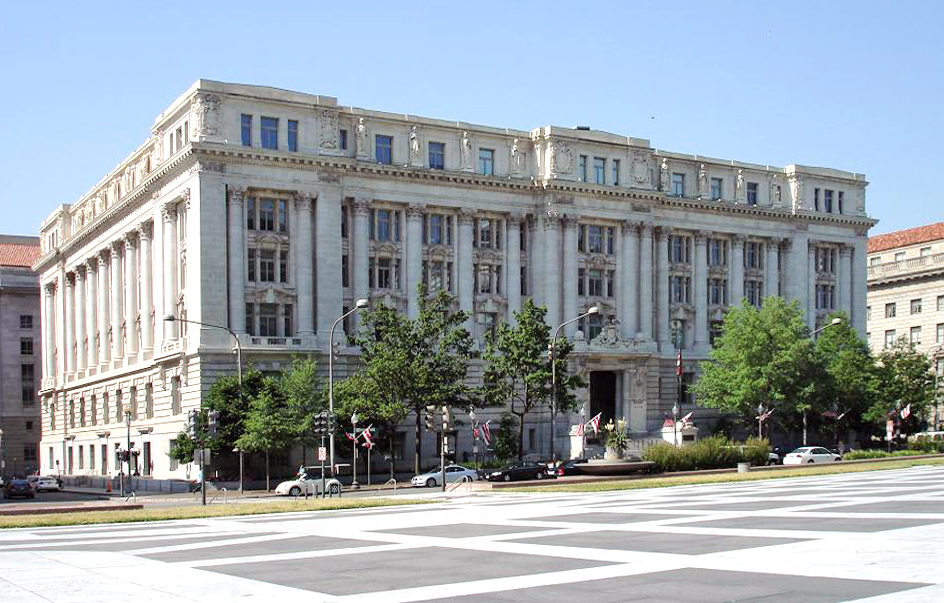
Tòa nhà John A. Wilson là nơi có các văn phòng của thị trưởng và hội đồng Đặc khu Columbia.

Điều I, Đoạn 8 của Hiến pháp Hoa Kỳ đã dành cho Quốc hội quyền lực tối cao trên Washington, D.C. Đặc khu Columbia đã từng không có chính quyền dân cử thành phố cho đến khi Đạo luật Nội trị Đặc khu Columbia được quốc hội phê chuẩn vào năm 1973. Đạo luật này trao một số quyền lực của quốc hội trên Đặc khu Columbia cho một chính quyền địa phương được một thị trưởng dân cử, hiện tại là Adrian Fenty, và Hội đồng Đặc khu Columbia gồm 13 thành viên điều hành. Tuy nhiên, quốc hội vẫn giữ quyền xem xét và bãi bỏ các luật lệ mà hội đồng thành phố lập ra và cũng như có quyền can thiệp vào các vấn đề địa phương. Mỗi trong số tám phân khu của thành phố bầu lên một thành viên hội đồng duy nhất. Năm thành viên hội đồng khác kể cả chủ tịch hội đồng được cả thành phố bầu lên. Có 37 ủy ban tham vấn khu dân cư (Advisory Neighborhood Commission) được các khu dân cư bầu lên. Ủy ban tham vấn khu dân cư theo truyền thống có rất nhiều ảnh hưởng và chính quyền thành phố theo thường lệ nhận những lời khuyến nghị của họ một cách nghiêm túc.

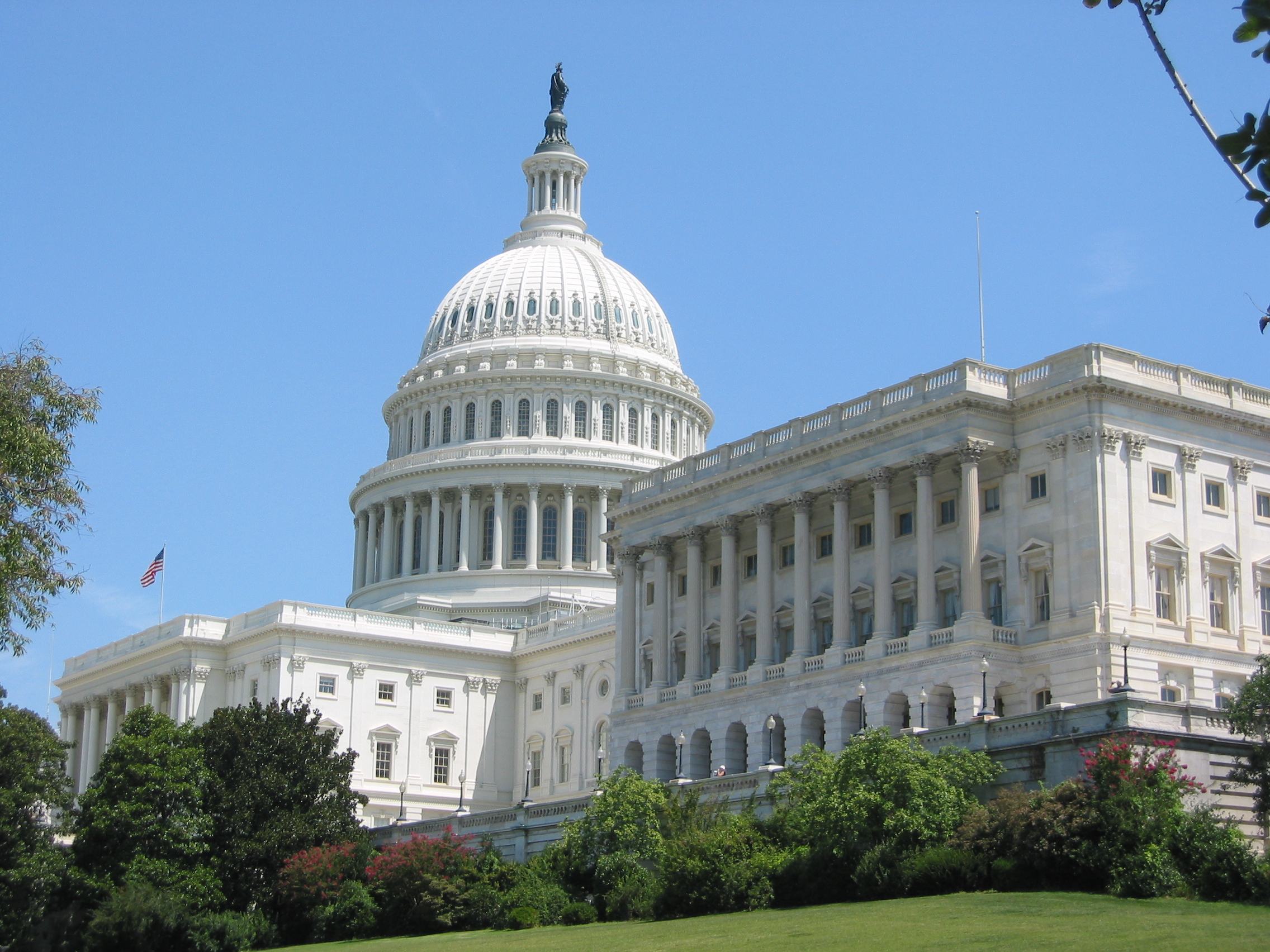
Quốc hội Hoa Kỳ có quyền lực tối cao trên Đặc khu Columbia.

Thị trưởng và hội đồng trông coi ngân sách địa phương nhưng phải được quốc hội chấp thuận. Các thứ thuế địa phương, thuế bán hàng và thuế bất động sản cung ứng khoảng 67% tiền thu nhập để chi cho các dịch vụ và các ban ngành chính quyền thành phố. Giống như 50 tiểu bang, Đặc khu Columbia nhận được sự trợ giúp liên bang cho các chương trình trợ cấp như chăm sóc sức khỏe. Quốc hội cũng chi tiền thích ứng cho chính quyền thành phố để giúp bù lại một số khoản chi phí dành cho an ninh của thành phố; số tiền này tổng cộng lên đến 38 triệu đô la năm 2007, khoảng 0,5% ngân sách của thành phố. Chính phủ liên bang điều hành hệ thống tòa án của đặc khu. Tất cả cơ quan duy trì pháp luật liên bang, rõ ràng nhất là Cảnh sát Công viên Hoa Kỳ, có thẩm quyền tại thành phố và cũng giúp giữ an ninh cho thành phố. Tất cả các tội đại hình địa phương đều do biện lý Hoa Kỳ đặc trách Đặc khu Columbia xét xử. Các biện lý Hoa Kỳ do tổng thống bổ nhiệm và được Bộ Tư pháp Hoa Kỳ tài trợ. Tổng cộng, chính phủ liên bang cung cấp 28% tổng số tiền thu nhập của đặc khu. Tính theo trung bình, quỹ liên bang cung cấp khoảng 30% tiền thu nhập của mỗi tiểu bang trong năm 2007.
Chính quyền thành phố, đặc biệt là dưới thời của thị trưởng Marion Barry, đã bị chỉ trích vì quản lý sai lầm và hoang phí. Barry được bầu làm thị trưởng năm 1978, phục vụ ba nhiệm kỳ bốn năm liên tiếp. Tuy nhiên, sau khi ở tù 6 tháng vì phạm tội có liên quan đến ma túy vào năm 1990, Barry không ra tái tranh cử. Năm 1991, Sharon Pratt Kelly trở thành phụ nữ da đen đầu tiên lãnh đạo một thành phố lớn của Hoa Kỳ. Barry được bầu lại vào năm 1994, và đến năm sau đó thì thành phố gần như khánh kiệt. Thị trưởng Anthony A. Williams thắng cứ năm 1998. Chính quyền của ông chứng kiến một thời kỳ thịnh vượng lớn hơn, thay đổi bộ mặt đô thị, và dư thừa ngân sách. Kể từ khi được bầu làm thị trưởng năm 2006, Adrian Fenty ưu tiên đặt trọng tâm vào việc cải cách giáo dục. Ngay sau khi nhậm chức, ông được hội đồng thành phố tán đồng cho phép trực tiếp điều hành và dẹp bỏ hệ thống trường công không hữu hiệu của thành phố.
Washington, D.C. tôn trọng tất cả các ngày lễ liên bang. Đặc khu cũng tổ chức mừng ngày giải phóng nô lệ 16 tháng 4, là ngày kỷ niệm ký Đạo luật giải phóng và bồi thường nô lệ của tổng thống Abraham Lincoln năm 1862.
Washington, DC có truyền thống ủng hộ Đảng Dân chủ. Các ứng cử viên Đảng Dân chủ đã luôn giành được đa số phiếu bầu tại đây kể từ năm 1964. Kể từ năm 1972, các ứng cử viên tổng thống thuộc đảng Cộng hòa chưa bao giờ nhận được quá 20% số phiếu bầu của cư dân tại đây.
Hôn nhân cùng giới đã được hợp pháp hóa kể từ năm 2010, và trị liệu chuyển đổi đã bị cấm kể từ năm 2015. Một đạo luật hợp pháp hóa trợ tử đã được ký thông qua bởi thị trưởng Muriel Bowser vào năm 2016 và sẽ có hiệu lực vào năm 2017, biến Washington DC trở thành khu vực tài phán thứ bảy tại Hoa Kỳ hợp pháp hóa việc trợ tử, cùng với Washington, Oregon, California, Colorado, Hawaii, Montana và Vermont.

### Thuế và đại biểu liên bang

Một bảng số xe mẫu của Washington, D.C. có hàng chữ "Đóng thuế nhưng không có đại diện"

Công dân của Đặc khu Columbia không có đại diện biểu quyết tại Quốc hội Hoa Kỳ. Họ chỉ có một đại biểu không quyền biểu quyết (non-voting delegate) tại Hạ viện Hoa Kỳ. Đại biểu duy nhất này có thể ngồi họp với các ủy ban trong quốc hội, tham gia tranh luận, và giới thiệu một dự luật nhưng không thể tham gia biểu quyết tại hạ viện. Đặc khu Columbia không có đại diện tại Thượng viện Hoa Kỳ. Không như các vùng quốc hải của Hoa Kỳ như Puerto Rico hay Guam cũng có các đại biểu không quyền biểu quyết, công dân của Đặc khu Columbia phải chịu các thứ thuế liên bang Hoa Kỳ trong khi công dân các vùng quốc hải thì không. Trong năm tài chánh 2007, các doanh nghiệp và cư dân Đặc khu Columbia đã trả 20,4 tỉ thuế liên bang; nhiều tiền thuế thu được hơn từ 19 tiểu bang gộp lại và đứng cao nhất tỉ lệ thu thuế liên bang tính theo đầu người.
Một cuộc thăm dò năm 2005 cho thấy 78% người Mỹ không biết là các cư dân của Đặc khu Columbia có ít quyền đại diện tại Quốc hội Hoa Kỳ hơn cư dân của 50 tiểu bang. Những nỗ lực kêu gọi sự chú ý của mọi người về vấn đề này gồm có những chiến dịch vận động của các tổ chức tự nhóm lại cũng như việc đưa ra một khẩu hiệu không chính thức của thành phố là "Đóng thuế nhưng không có đại diện" (Taxation Without Representation) được in trên các bảng số đăng ký xe. Có bằng chứng cho thấy sự ủng hộ trên phạm vi quốc gia về quyền biểu quyết của Đặc khu Columbia; nhiều cuộc thăm dò khác nhau cho thấy 61 đến 82% người Mỹ tin rằng Đặc khu Columbia nên có đại diện có quyền biểu quyết tại quốc hội. Mặc dù có sự ủng hộ của công chúng, nhiều nỗ lực nhằm tranh thủ quyền có đại diện biểu quyết vẫn không thành công. Các nỗ lực nói trên gồm có Phong trào đòi quyền trở thành tiểu bang của Đặc khu Columbia và đề nghị một Tu chính án về quyền biểu quyết của Đặc khu Columbia. Một số ý kiến khác đề xuất sáp nhập Đặc khu Columbia vào tiểu bang Maryland.
Những người phản đối quyền biểu quyết của Đặc khu Columbia cho rằng những nhân vật lập quốc của Hoa Kỳ chưa bao giờ có ý cho cư dân của đặc khu một phiếu bầu tại Quốc hội Hoa Kỳ vì Hiến pháp Hoa Kỳ có nói rõ là đại diện phải là từ các tiểu bang. Những người chống đối biến Đặc khu Columbia thành một tiểu bang cho rằng một hành động như thế sẽ phá vỡ khái niệm về một thủ đô quốc gia riêng biệt và rằng việc đặc khu thành một tiểu bang sẽ không công bằng khi nó có được đại diện trong Thượng viện Hoa Kỳ trong lúc chỉ là một thành phố đơn độc.

## Y tế

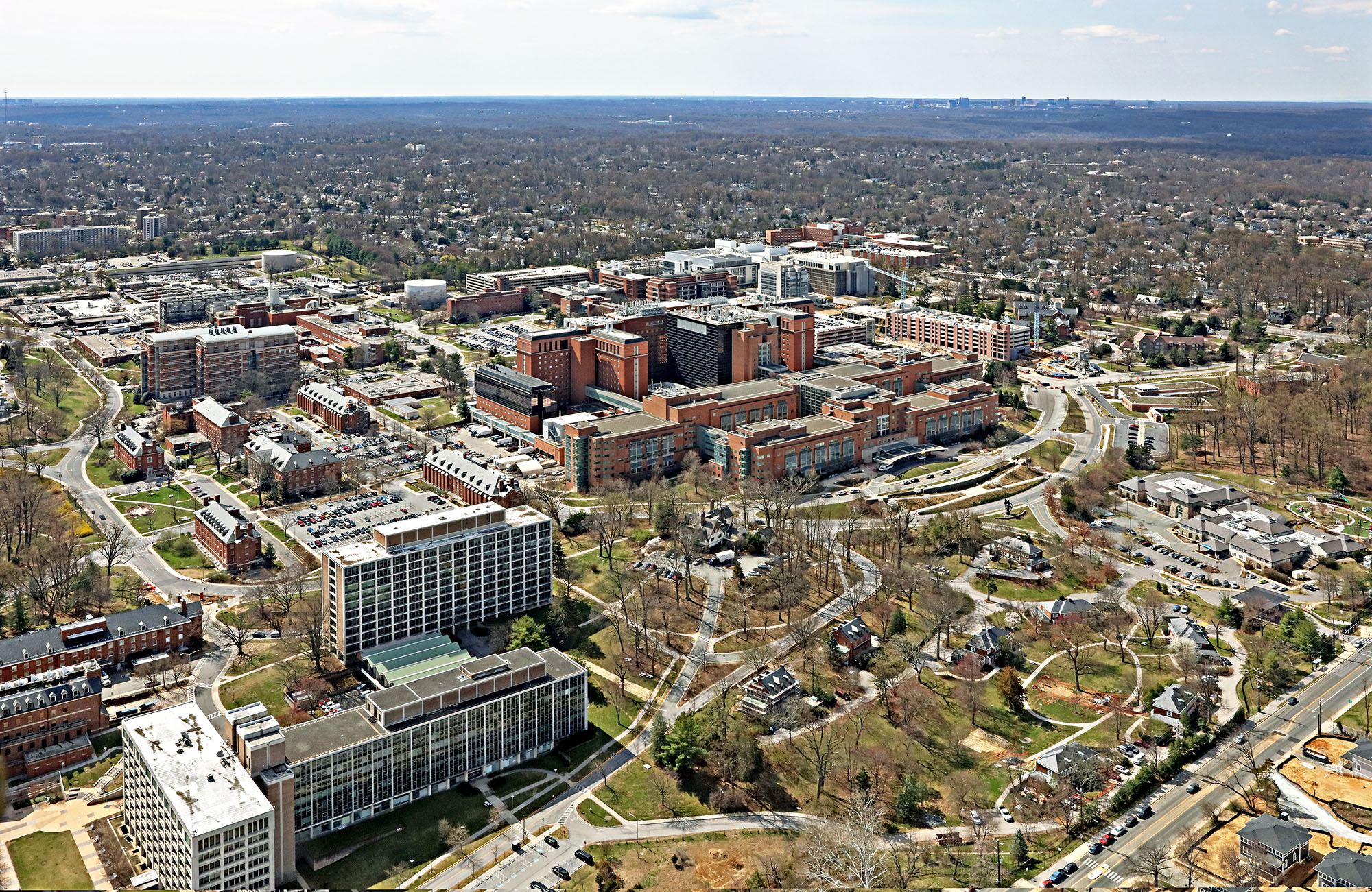
Viện Y tế Quốc gia Hoa Kỳ tại Washington, D.C.

Với 16 trung tâm y tế và bệnh viện, Washington, D.C. là một trung tâm chăm sóc bệnh nhân và nghiên cứu y tế quốc gia. Viện Y tế Quốc gia nằm trong Bethesda, Maryland lân cận. Trung tâm Bệnh viện Washington (WHC), khu bệnh viện lớn nhất trong đặc khu, vừa là bệnh viện bất vụ lợi lớn nhất và bệnh viện tư lớn nhất trong vùng Washington. Gần ngay Trung tâm Bệnh viện Washington là Trung tâm Nhi khoa Quốc gia. Đây là một trong những bệnh viện nhi khoa xếp hạng cao nhất tại Hoa Kỳ theo tạp chí U.S. News and World Report. Nhiều trường đại học nổi tiếng của thành phố trong đó có George Washington, Georgetown, và Howard có trường y khoa và bệnh viện dành cho giảng dạy. Trung tâm Quân y Walter Reed nằm ở tây bắc Washington và cung ứng dịch vụ y tế cho các quân nhân về hưu, quân nhân tại ngũ và những thân nhân phụ thuộc của họ.

## Giao thông

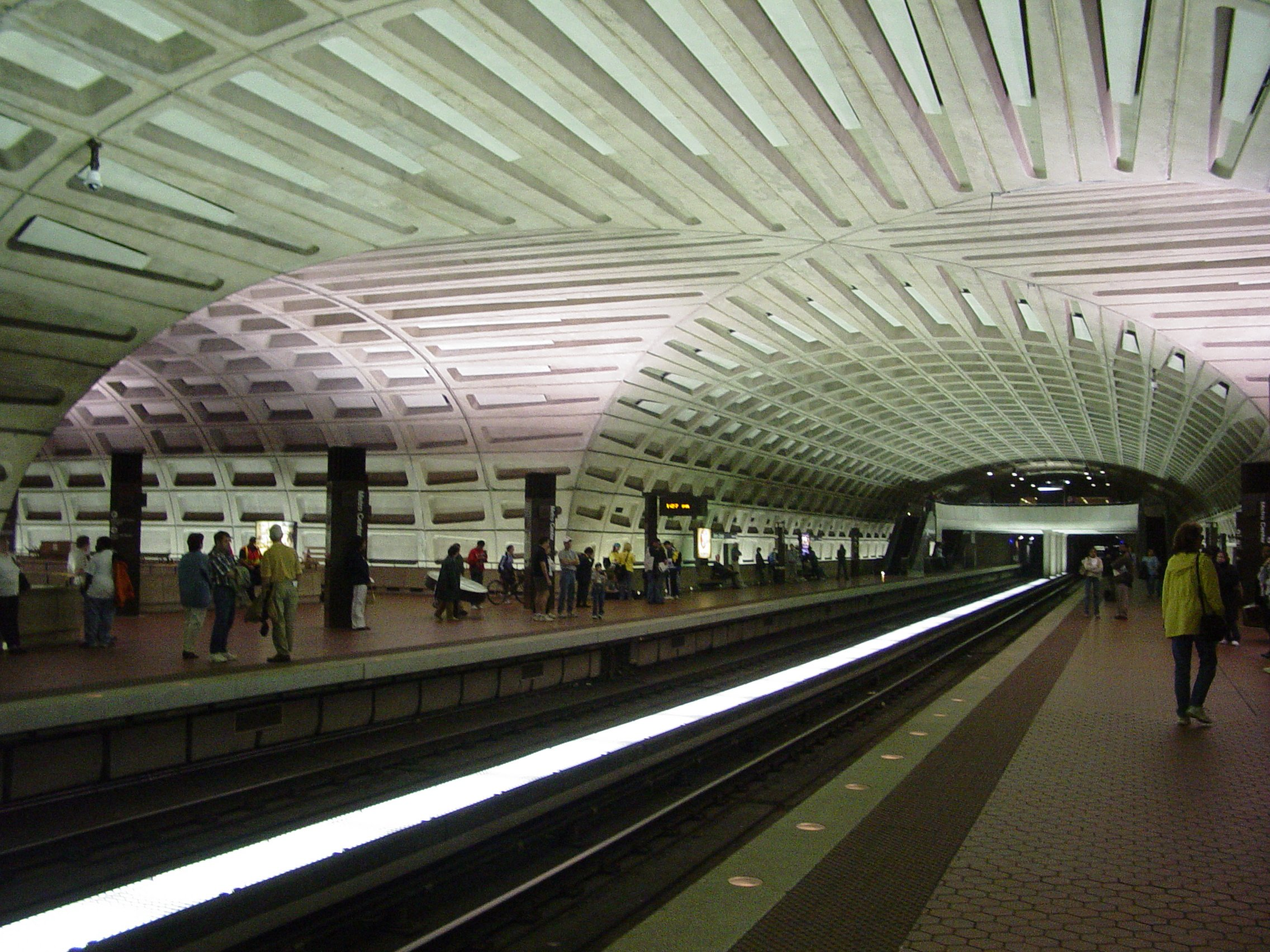
Metro Center là một trạm trung chuyển của các tuyến đường đỏ, cam, và xanh dương của hệ thống Metrorail tại D.C.

Washington, D.C. thường được nói đến với những ùn tắc và lưu thông tồi tệ Nhất Hoa Kỳ. Năm 2010, những người ra vào thành phố làm việc (commuter) phải tốn mất trung bình 70 giờ một năm ngồi chờ đợi trên đường. Điều này khiến thành phố bị xếp hạng lưu thông tồi tệ nhất nước Mỹ cùng với Chicago.. Tuy nhiên, 37,7% người ra vào thành phố làm việc ở Washington dùng phương tiện công cộng để đi làm, đứng hạng hai tỉ lệ cao nhất ở Hoa Kỳ.
Cơ quan quản lý liên vận vùng đô thị Washington (Washington Metropolitan Area Transit Authority, WMATA) điều hành hệ thống trung chuyển nhanh của thành phố trong đó có Metrorail (thường được gọi nhất là the Metro) cũng như Metrobus. Hệ thống xe buýt và xe điện ngầm phục vụ cả Đặc khu Columbia và các khu ngoại ô lân cận nằm bên Maryland và Virginia. Metrorail khai trương vào ngày 27 tháng 3 năm 1976 và hiện thời có 86 trạm và 106,3 dặm (171,1 km) đường ray. Với trung bình 950.000 chuyến mỗi tuần làm việc năm 2008, Metrorail là hệ thống trung chuyển nhanh bận rộn thứ hai tại Hoa Kỳ, chỉ đứng sau hệ thống xe điện ngầm New York City Subway của Thành phố New York.
Cơ quan quản lý liên vận Vùng đô thị Washington hiện kỳ vọng sẽ có trung bình một triệu người dùng hệ thống Metrorail mỗi ngày vào năm 2030. Nhu cầu gia tăng công suất phục vụ đã giúp tái tục các kế hoạch để tăng thêm 220 toa xe điện vào hệ thống và điều chỉnh lại các chuyến xe điện để đối phó với vấn đề quá tải tại các trạm bận rộn nhất. Sự phát triển dân số trong vùng đã làm sống lại những lời đề nghị trước đây xây thêm hai tuyến đường Metro phục vụ vùng phụ cận, cũng như một hệ thống xe điện nội thành mới nối các khu dân cư của thành phố. Tuyến xe điện nội thành đầu tiên được trông đợi mở vào cuối năm 2009. Các thẩm quyền khu vực lân cận trong vùng Washington có những hệ thống xe buýt như hệ thống Ride On của Quận Montgomery, Maryland bù khuyết những dịch vụ do Cơ quan quản lý liên vận vùng đô thị Washington phục vụ. Metrorail, Metrobus và tất cả các hệ thống xe buýt công cộng địa phương nhận thẻ thông minh tên SmarTrip, là thẻ thông hành trung chuyển có thể được nạp thêm tiền phí vào.

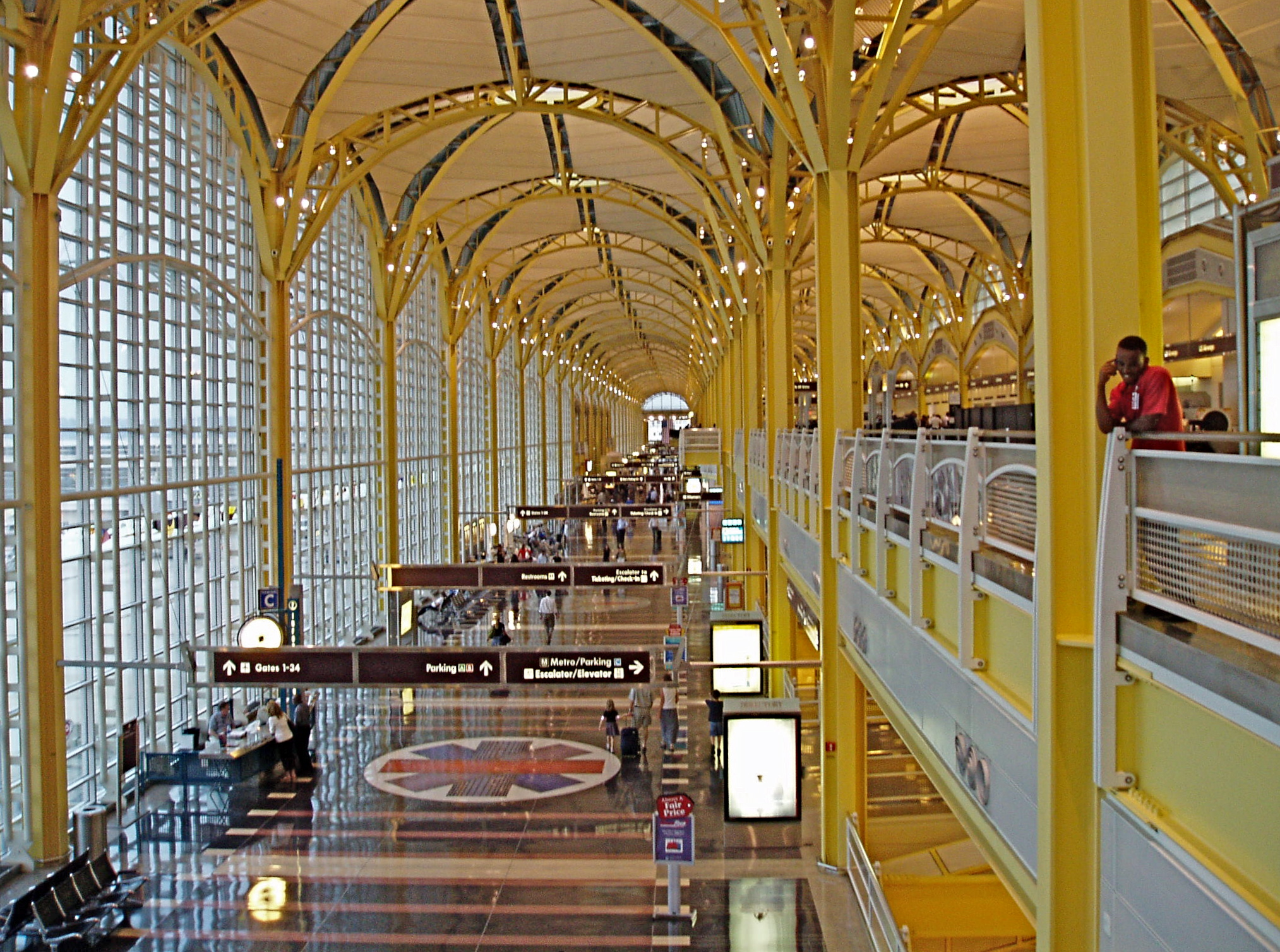
Bên trong nhà ga B và C của Sân bay Quốc gia Ronald Reagan Washington, sân bay thương mại gần nhất trung tâm Washington

Trạm Union là trạm xe lửa bận rộn thứ hai tại Hoa Kỳ sau Trạm Pennsylvania tại New York. Nó phục vụ như trạm miền nam cuối cùng của tuyến đường hành lang đông bắc và tuyến đường tốc hành Acela của hệ thống xe lửa Amtrak. Các xe điện dành cho người di chuyển hàng ngày vào thành phố như MARC Train của Maryland và Virginia Railway Express của Virginia, và tuyến đỏ của Metroline cũng có phục vụ đến Trạm Union. Dịch vụ xe buýt nội thành do xe buýt Greyhound, xe buýt Peter Pan, BoltBus, Megabus và nhiều tuyến xe buýt của người Hoa phục vụ.
Được tiến hành kể từ năm 2010, Washington DC sở hữu một trong những hệ thống xe đạp chia sẻ công cộng lớn nhất trong cả nước với hơn 4.351 xe đạp và hơn 395 trạm cung cấp xe đạp, tất cả đều được điều hành bởi PBSC Urban Solutions .
Ba sân bay chính, một tại Maryland và hai tại Virginia, phục vụ Washington, D.C. Sân bay Quốc gia Ronald Reagan Washington, nằm trong Quận Arlington, Virginia ở phía bên kia sông Potomac từ trung tâm D.C., là sân bay duy nhất của vùng Washington có trạm xe điện Metrorail. Do nằm sát thành phố nên Sân bay Quốc gia Reagan có thêm nhiều quan tâm lưu ý về mặt an ninh bắt buộc vì đây là vùng nhận dạng phòng không D.C., cũng như giới hạn thêm về tiếng ồn. Sân bay Reagan không có Cục Quan thuế và Biên phòng Hoa Kỳ và vì thế chỉ có thể phục vụ các chuyến bay quốc tế đến các sân bay ngoại quốc cho phép Cục Quan thuế và Biên phòng của Hoa Kỳ kiểm tra trước trong đó có các điểm tại Canada và vùng Caribbe.
Các chuyến bay quốc tế chính đến và đi từ Sân bay Quốc tế Washington Dulles, nằm cách thành phố khoảng 26,3 dặm (42,3 km) về phía tây trong quận Fairfax và Loudoun của Virginia. Sân bay Dulles là sân bay trung chuyển chính ở duyên hải miền đông của hãng hàng không United Airlines. Sân bay Thurgood Marshall Quốc tế Baltimore-Washington, nằm cách thành phố 31,7 dặm (51.0 km) về phía đông bắc trong Quận Anne Arundel, Maryland là một sân bay trung chuyển của các hãng hàng không Southwest Airlines và Airtran Airways.

## Giáo dục

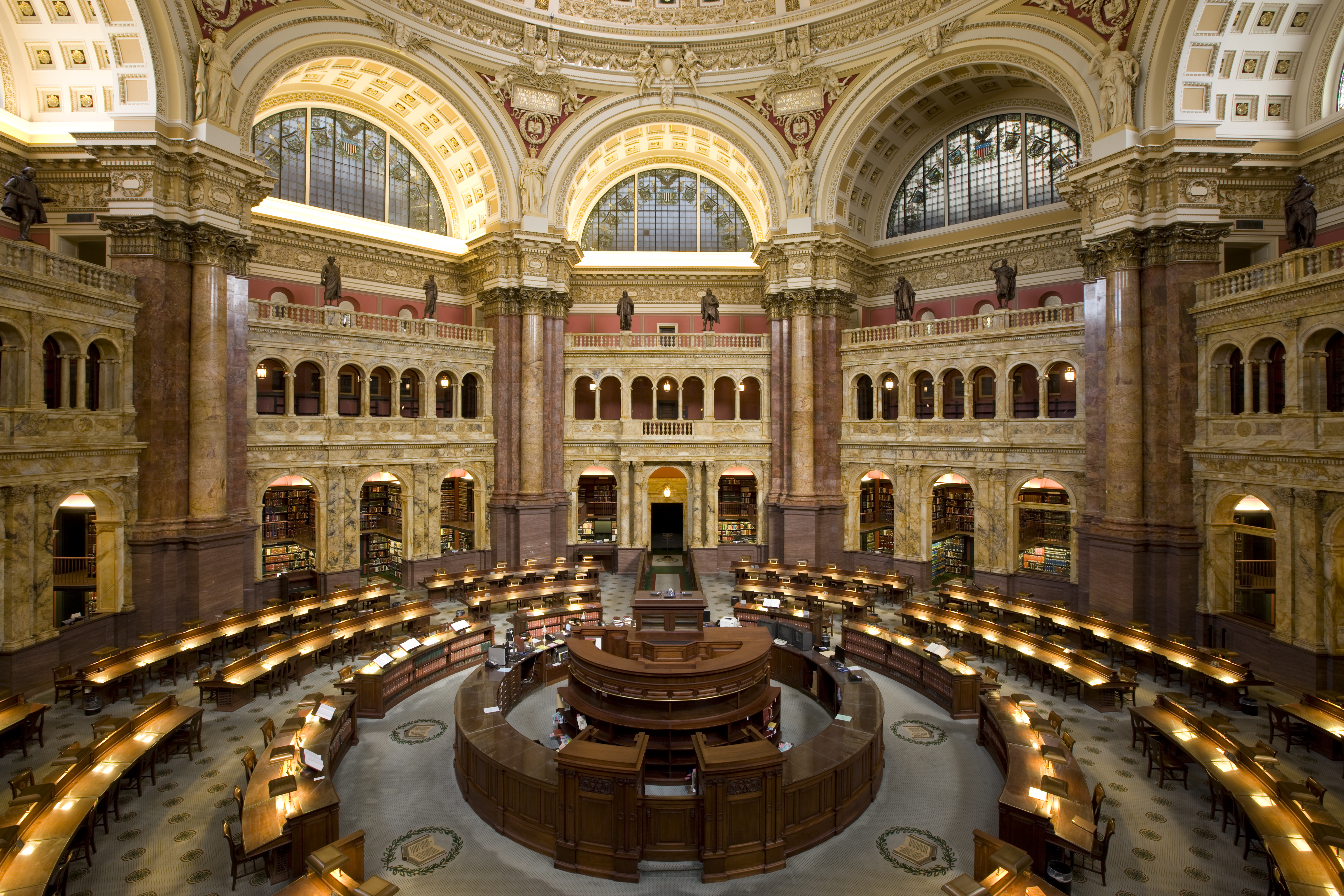
Thư viện Quốc hội Hoa Kỳ là thư viện lớn nhất thế giới với hơn 167 triệu đầu sách, và là cơ sở văn hóa lâu đời nhất tại Mỹ

Đặc khu Columbia có tổng cộng 123 trường K-12 và trung tâm giáo dục thuộc hệ thống công lập. Kể từ năm 1999, số học sinh của hệ thống trường công giảm đều đặn và năm học 2008–2009, có 46.208 học sinh ghi danh học trong hệ thống trường công lập.. Trong năm học 2010-2011, 46.191 học sinh đã ghi danh vào hệ thống trường công . Hệ thống trường công của đặc khu là một trong những hệ thống trường công lập tốn kém nhất nhưng ít hiệu quả nhất tại Hoa Kỳ cả về mặt cơ sở vật chất và chất lượng giảng dạy. Tổng giám hiệu của hệ thống trường công lập dưới quyền của thị trưởng Adrian Fenty là Michelle Rhee, đã tạo những thay đổi lớn lao trong hệ thống trường công bằng cách đóng cửa các trường học, thay thế thầy cô giáo, sa thải các hiệu trưởng và dùng các dịch vụ giáo dục tư nhân để giúp phát triển chương trình giáo dục.

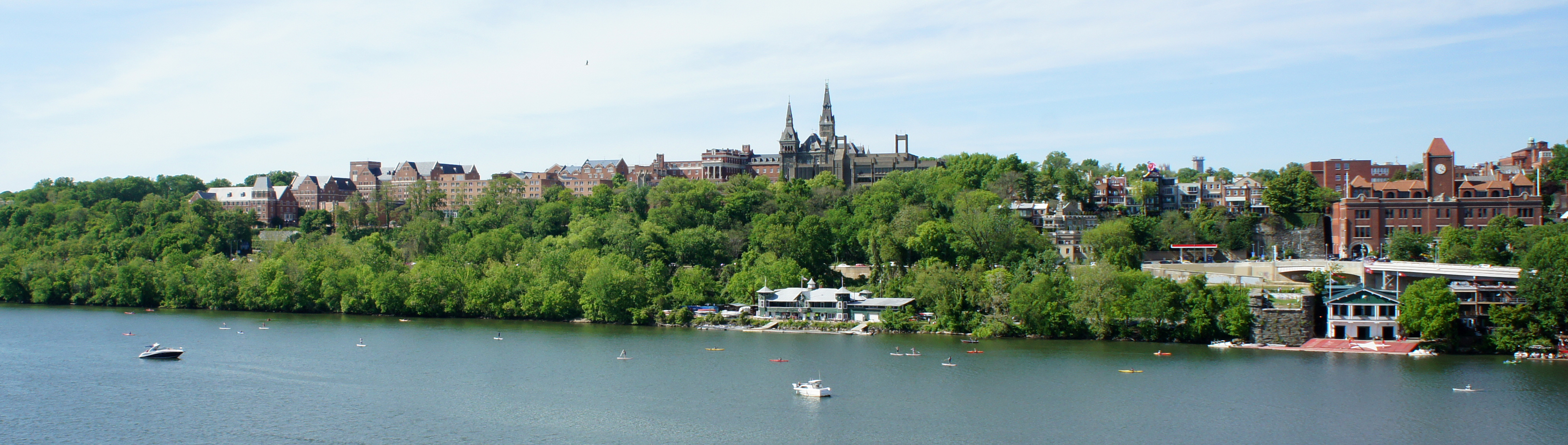
Đại học Georgetown tọa lạc bên bờ sông Potomac là viện đại học đầu tiên tại Mỹ được thành lập dưới hiến chương quốc hội

Vì hệ thống trường học công cộng của D.C. có nhiều vấn đề nên con số ghi danh theo học các trường bán công gia tăng 13% mỗi năm kể từ năm 2001. Ban đặc trách trường bán công Đặc khu Columbia quản lý 60 trường bán công trong thành phố. Tính đến mùa thu 2008, các trường bán công D.C. có tổng số học sinh ghi danh là 26.494. Đặc khu cũng là nơi có một số trường trung học tư thục hàng đầu quốc gia. Năm 2006, khoảng 18.000 học sinh trung học ghi danh trong 83 trường tư của thành phố.

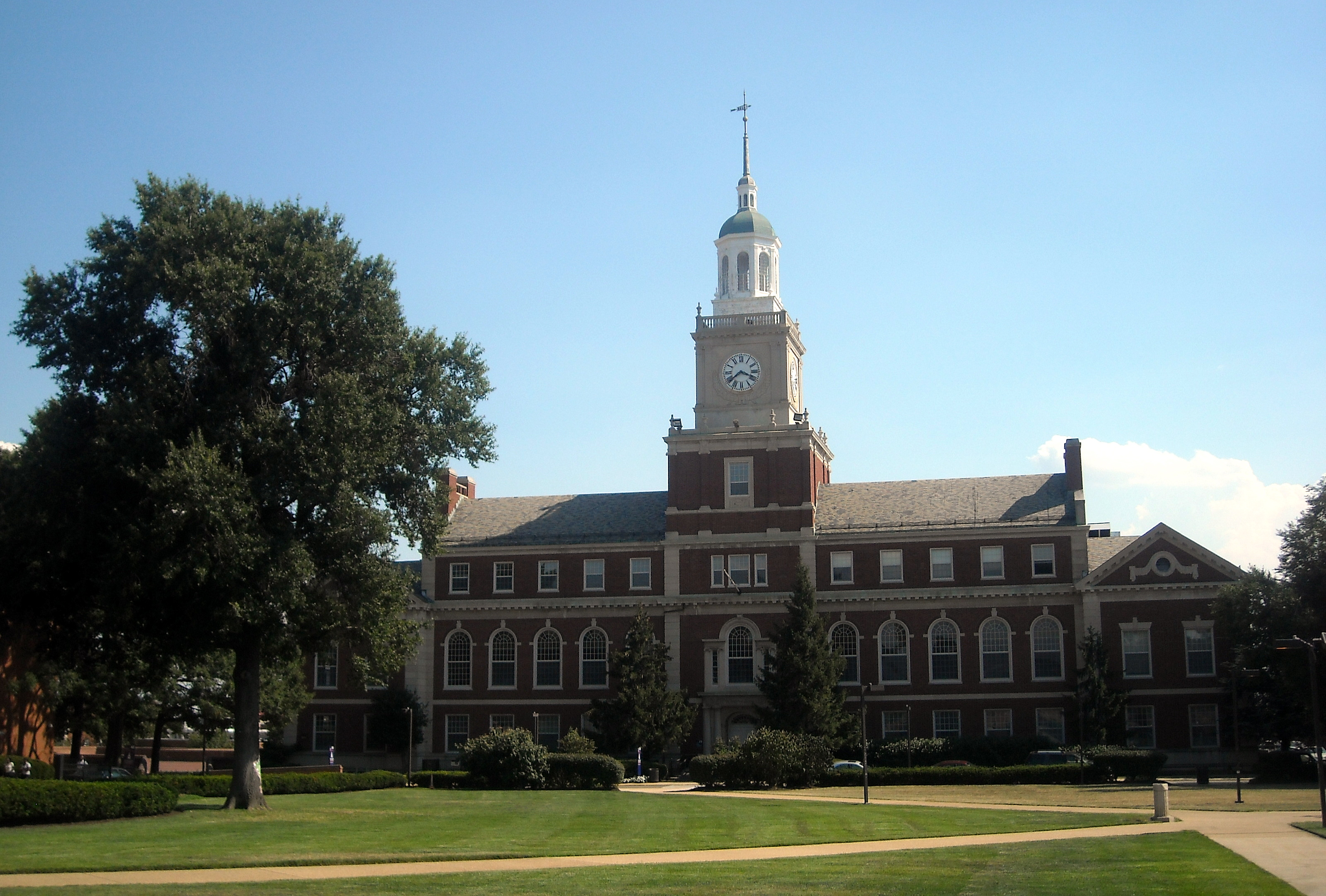
Thư viện Founders tại Đại học Howard, một trong những trường đại học lịch sử của người da đen

Washington là nơi có nhiều viện đại học nghiên cứu tư thục nổi tiếng trong đó có Đại học Georgetown (GU), Đại học George Washington (GW), Đại học Mỹ (AU), Đại học Công giáo Hoa Kỳ (CUA), Đại học Howard, Đại học Gallaudet, và Trường Nghiên cứu Quốc tế Cao cấp Paul H. Nitze (SAIS) thuộc Đại học Johns Hopkins. Đại học Đặc khu Columbia (UDC) là một đại học công lập với giáo dục bậc cử nhân và sau đại học. Các viện giáo dục cấp cao khác cũng có các chương trình giáo dục dành cho người lớn, giáo dục chuyển tiếp và giáo dục từ xa.

## Thành phố kết nghĩa
Washington, D.C. có 15 thành phố kết nghĩa chính thức. Paris và Roma được công nhận là thành phố đối tác vì chính sách một thành phố kết nghĩa đặc biệt của hai thành phố.
- Băng Cốc, Thái Lan (1962, tái ký kết năm 2002 và 2012)
- Dakar, Senegal (1980, tái ký kết năm 2006)
- Bắc Kinh, Trung Quốc (1984, tái ký kết năm 2004 và 2012)
- Brussels, Bỉ (1985, tái ký kết năm 2002 và 2011)
- Athens, Hy Lạp (2000)
- Paris, Pháp (2000, tái ký kết năm 2005)[210][211]
- Pretoria, Nam Phi (2002, tái ký kết năm 2008 và 2011)
- Seoul, Hàn Quốc (2006)
- Accra, Ghana (2006)
- Sunderland, Vương quốc Liên hiệp Anh và Bắc Ireland (2006, tái ký kết năm 2012)[212]
- Roma, Ý (2011, tái ký kết năm 2013)[210]
- Ankara, Thổ Nhĩ Kỳ (2011)
- Brasília, Brasil (2013)
- Addis Ababa, Ethiopia (2013)[213]
- San Salvador, El Salvador (2018)